# 逃走中 グレートミッション
『逃走中 グレートミッション』（とうそうちゅう グレートミッション）は、2023年4月2日から2025年3月30日までフジテレビほかで放送された東映アニメーション制作のテレビアニメ。

## 概要
フジテレビで放送されているゲームバラエティ番組『run for money 逃走中』（以下、「本家」と表記）を原案としたオリジナルアニメ。未来の月世界を舞台に運動神経抜群の青年・トムラ颯也が病弱の弟・ハルのために、お嬢様の西洞院ルナや絶対王者のモーリス・シューメーカーら個性豊かな逃走者と共に、仮想空間での『逃走中』に挑む。
キャラクター原案は『地獄先生ぬ〜べ〜』で知られる漫画家・岡野剛が担当。シリーズディレクターの貝澤幸男やキャラクターデザインの大西陽一など、同作のアニメ版に関わったスタッフが複数参加し、同作の主人公・鵺野鳴介役を務めた置鮎龍太郎がモーリス役で出演している。
ゲーム中のナレーションは本家と同様、マーク・大喜多が担当する。

## あらすじ
人類が月に移住した未来の世界。富裕層・中間層・貧民層によって住む環境が異なる状況下で、挑戦者が賞金を賭けて挑むクロノス社が主催するサバイバルエンターテイメント「逃走中」が一大コンテンツとして人気となっていた。
貧民街出身のトムラ颯也は、病弱な弟のハルに「青い海を見せる」という夢を叶えるため、警備とセキュリティを強行突破し、謎の美女・ハーヴェストから参加資格であるクロノブレスを譲られ、逃走中への参加権を得る。
それぞれの逃走者が様々な夢を叶えるため、仮想空間での逃走中が幕を開ける。

## 登場人物

### 主要人物
トムラ 颯也（とむら そうや）
声 - 森久保祥太郎
肩書 - グラビティ・マスター
本作の主人公。17歳。好物はトウモロコシの天ぷら。
グレーエリアにハルと2人暮らしをしており、普段はブルーエリアで運送業を行い、生計を立てている。口癖は「バチバチしてきた！」と「俺ならできる！」。
パルクールを得意とし、逃走中のグーム内ではビルをあっという間に登り、ハンターを突き放すことから「グラビティ・マスター」として知られ、ミッションにも積極的に参加する熱血漢。絵心がない。
自分の身の安全よりも他の逃走者や人物を救うことを優先する行動を多く見せる。その根底には、かつてハルを乗せたロケットが地球から不時着した際、ハルを助けることはできたものの、ハルの親を含む乗員を助けられなかったことから「もう二度とあんな思いをしたくない」「みんなを救う」という姿勢がある。それ故、ハルに関しては過保護気味な接し方をしていたが、逃走中を通じ成長したハルを認め共に逃走中に挑んでいる。
「ハルに青い海を見せる」という夢のためにクロノブレスを持たない状態でクロノス社の警備員やセキュリティをかいくぐり、エントリー場所に到着。その身体能力を見たハーヴェストからクロノブレスを譲られ参加。シブヤステージでは結果的に全ミッションに貢献する大活躍をするも、残り2分で逃走成功を逃す。また、クロノブレスも非正規手段で手に入れたとしてクロノス社に没収されるが、後日モーリスから「今回の真の勝者」として賞金の一部を受け取り、ハルの煙月病を治すことが出来るようになった。
その後、ハルの入院治療中に月村の口から発表された「逃走中グレートチャンピオンツアー」の会見を街頭ビジョンで目撃し、再び強行突破で参加しようとしたところでハーヴェストと遭遇。ハーヴェストからは「逃走中の魔力」について忠告されるも覚悟を決め、再びクロノブレスを受け取って正式にエントリーをパス。毎回活躍を見せるもののあと一歩のところで確保されて何度も失敗しており、偶然出会ったガスティンを師匠として仰ぎながら逃走成功に向けて特訓を重ねている。その結果、グレートチャンピオンツアー期間中も逃走成功はならなかったものの、ボーダーギリギリの30位でファイナル出場権を獲得。グレートチャンピオンツアーの最終戦では延長戦で最後の勝負で敗退するが、モーリスから月世界の思いと逃走中の未来を託された。
ムーンワールドコロニーチャンピオンシップではAブロックの予選で初の逃走成功を果たし、ファイナリストに選ばれた。
クライトリガーは狼のように手足にオーラを纏い、攻撃力と俊敏性を上げる「チャーチグリム」。一方、酷使したり心理的ショックを受けると暴走し、赤いオーラの巨大な狼と化して制御が効かなくなってしまうが、ファイナル直前のラウンドにて、氷の女王によって生命反応が停止するまで追い込まれるも覚醒し、人狼のような形態となり、より攻撃力と俊敏性が強化された。
トムラ ハル／ジョン・ドゥー
声 - 小林由美子
肩書 - ワイズシーカー（ハル）／ ワンダーフォックス（ジョン・ドゥー）
颯也の弟。14歳。
クライトリガーはエリア内の仕掛けや状況から最適な解決法を導き出す「ユニコーン」。
頭脳明晰だが、グレーエリアの環境悪化の影響で煙月病を患うなどの病弱体質となっており、ほとんどの時間をベッドの上で寝て過ごしている。兄と一緒にいつか青い海を見に行く事を夢見ている。
パズルや謎解き、電子工作などを得意とし、シブヤステージでミッションの解法が分からず、颯也ら逃走者が苦戦していた際に往診の医師から借りたクロノブレスを使い、クロノス社のゲームサーバーにハッキングしてヒントを伝えている。
シブヤステージ終了後は、モーリスから受け取った賞金で煙月病の入院治療をする一方、「兄と一緒に逃走中に出場する」という夢を抱くようになるが、病室に現れたハーヴェストからハッキングの件を指摘された上で、オワリ城ステージの逃走中を見学してスカウトされる。その後、煙月病は完治した一方、逃走中出場については颯也から危険性を鑑み反対されるが、これをきっかけに「兄に認められる存在になりたい」という自尊心が芽生え、ロンドンステージでは『ジョン・ドゥー』名義でキツネのような仮面をつけて参加。当初は颯也をライバル視する言動を見せていたが、ゲーム途中で仮面が外れた事で正体がバレてしまい、以降はそのまま本名名義でゲームに参加。逃走成功はならなかったものの、自分自身の行動でミッションをクリアするなど、「逃走成功」を目標に自信をつけるようになった。颯也の修行中はペコ婆の所に居候し、修行を終えた颯也と共に再び逃走中に参加。A3コロニーとの戦いではゲームに参加せずモーリス・ガスティンと共に月村奪還に動いた。
グレートチャンピオンツアーの最終戦では延長戦に進出するが敗退。その後、ハーヴェストにスカウトされ、逃走中の新米オペレーターとして参加。ムーンワールドコロニーチャンピオンシップの予選終了後にAIタビンチをクロノス社のメインサーバーへの侵入を許すが、月村とハーヴェストの提案によりゲームマスターに任命されエニグマを起動させる。
その正体は地球から不時着したロケットに乗っていた子どもである。不時着した際に颯也に救助されるも、親などその他の乗員はロケットの墜落に巻き込まれて死亡した。そのため、颯也とは血が繋がっていない。
西洞院 ルナ（にしのとういん るな）
声 - 井上麻里奈
肩書 - ラッキーミューズ
本作のヒロイン。17歳。
ホワイトエリア出身。幸運を求めるお嬢様。口癖は「ラッキー」で、「プチラッキー」や「アンラッキー」など、自身の状況に応じて変わる。
クライトリガーは背中に蝶のような羽が生え、空中を飛ぶことができる「フェアリー」。
肩書通り様々な形で幸運が舞い込む体質であり、運を生かしたミッション貢献も多い。逃走中に対する立ち回りもある程度理解しており、目の前のミッションに突っ走りすぎた颯也に喝を入れたこともある。
一方、命の危険もある逃走中への参加は父親から反対され、執事による監視や警備の増加など、過剰な束縛かつ過保護な環境下の中に置かれており、「自分で運命を変えるような幸運をつかむ」という反発心も参加の動機になっている。
颯也には密に恋心を抱いている様子を見せており、ラビが颯也に抱き着いた際には憤慨していた。
モーリス・シューメーカー
声 - 置鮎龍太郎
肩書 -  ミスター・パーフェクト
逃走中の絶対王者で、颯也の目標となる人物。28歳。クライトリガーは「バトラズ」。颯也からは「モーリスのおっさん」もしくは呼び捨てで呼ばれている。
ミッションにも積極的に参加する一方、ハンターの接近には無理せず身を隠す的確な判断力と、ハンターとの勝負になっても突き放す超人的な身体能力を併せ持ち、物語開始時点で9回連続逃走成功中。非情な手段を周囲にされても「それが逃走中だ」と指摘する冷徹な部分がありながらも、ミッションにおいて経験を武器に逃走者同士の連携を取って作戦を練るなど信頼も厚い。民衆からの人気が最も高い億万長者。
シブヤステージにおいても逃走成功し、前人未到の10回連続逃走成功を達成したが、後日にミッションでの活躍が著しかった颯也に賞金の一部を送金した。
オワリ城ステージでは、武蔵が起こした妨害工作で一時生死不明となり、右腕を負傷しながらも無事に生還し、11回連続逃走成功を達成する。グレートチャンピオンツアーのランキングも1位となった一方、妨害行為により負傷した右腕の治療に専念するため、次回となる「霧の都ロンドンステージ」の欠場を表明。当該回では逃走成功者が出なかった上、次回からは復帰して再び5連続逃走成功を果たし、ランキングも圧倒的1位を記録。「砂漠の魔法都市ステージ」も当初のメンバーにはいなかったため、欠場していると思われていたが、実はジャガリア王国とは別のエリアのガルーダル王国側の逃走者として参戦し、逃走成功を果たしている。
A3コロニーとの戦いではゲームに参加せず、ハルやガスティンと共に月村奪還に成功した。
実はグレーエリア出身であり、少年時代の逃走中黎明期で逃走中に初出場した颯也と同じく、エントリーゲートを強行突破して参加し、ガスティンの一番弟子として逃走中に参加。しかし、クライトリガーを使用した際に暴走を引き起こし、ガスティンによって何とか止められたものの、一旦姿を消し、数年後に名前を変えて再び参加。クライトリガーに頼らず、自らの肉体を極限まで鍛え上げることで逃走中のチャンピオンを保つ一方、ガスティンからは「チャンピオンであり続ける事」を「呪縛」と批判されている。グレートチャンピオンツアーの最終戦の舞台となったパリステージでは延長戦までもつれ込み、最後の一人となってグレートチャンピオンの称号を獲得。賞金1億ムーンドルを月世界環境の整備に充てるとともに引退を表明し次世代の逃走者誕生を見守る立場となった。
シグマ・レッドウィング／怪盗アポロン
声 - 中井和哉
肩書 - マスクドデューク
第8話より登場した怪盗。17歳。
クライトリガーは伸びる霊体を使い、遠くから物を掴んだりスイングショットの要領で移動できる「レイス」。
普段はマスクを着けて警察の包囲網を突破し、ホワイトエリアの富裕層の家から金品を盗み出す「怪盗アポロン」として暗躍し、噂ではグレーエリアの慈善団体に匿名で寄付しているとされる。かなりの自信家で「俺は影すら踏ませない」が口癖。逃走はスイングショットとパルクールを駆使しており、身体能力は颯也と互角。また、剣の腕前も高く、アイテムとして手に入れた剣で佐々木小次郎や宮本武蔵と対等に渡り合っていた程。
怪盗アポロンとして逃走していた最中に配達中の颯也と遭遇し、シブヤステージで最後にすずを助け、確保された颯也を批判。「逃走中最大のお宝」を盗むため、飛び込みでエントリーし、颯也に全ミッションの貢献を宣言してオワリ城ステージに参加する。その後も怪盗として暗躍し、禁断のゲーム「エニグマ」を狙い逃走中に挑む。
ライバルの颯也とはあまり反りが合わず、口論になることもあるが、ミッションでは協力することも多い。
ラビ／信楽たぬき男（しがらきたぬきおとこ）
声 - 下地紫野
肩書 - 反逆のゲームマスター（ラビ）／???????（信楽たぬき男）
信楽焼のたぬきの風貌をしており、ゲーム中も言葉を発した事はない。隠れた俊敏性と意外性が持ち味であり、ルナを始めとする他の逃走者がピンチの時に助けたり、庇うことが多い。サムズアップが決めポーズ。
その正体は元々A3コロニーで逃走中を開催していたゲームマスター。16歳。幹部の狼月に裏切られ、投獄されるもA3コロニーを単独で脱出し、颯也達のいるA7コロニーへ到着。「最強の逃走者」を集め、反撃すべく着ぐるみを着てゲームに参加していた。
狼月によってA7コロニーで行われた逃走中が乗っ取られ、月村を奪われた際に正体を明かし、協力を要請。自身も逃走者の1人として運命の一戦に臨み、逃走者達の協力を得て逃走成功し、A3コロニーを奪還。一方、「より面白いゲームを学ぶ」ために運営をパルトとネルに任せ、A7コロニーへの参戦を継続した。
クライトリガーは周囲の強烈な閃光を放つ「アウロラ」。
雪之丞（ゆきのじょう）
声 - 神谷浩史
肩書 - ホワイトキラー
A3コロニー出身の逃走者。19歳。クライトリガーは「セーレ」。
常に冷静沈着であり、足技を生かしピンチを乗り切る場面も多い。一緒に参加した逃走者たちは無傷では帰れないという噂から「ホワイトキラー」という肩書が付けられている。
「逃走者の連携でミッションをこなして逃走成功を目指す」「ストーリーにしっかり入り込む」というスタイルのA7コロニーメンバーに対し「弱い」と称し、ミッションは基本不参加やいいとこどりなどクレバー。時には独断行動を取る仲間すら平気で切り捨てる判断を見せる。
一方、自らもA3コロニーの奴隷出身であり、両親を失った経験から「自由を手に入れるため」に逃走中に挑む内面を持ち合わせている。
A7コロニーとの決戦ではラビに惜しくも敗れ、その後は投獄されていたが、ハーヴェストから「ファイナルで勝てば自由にする」という持ち掛けを受け、仲間たち5人でファイナルに出場。
ムーンワールドコロニーチャンピオンシップではAブロック予選にて逃走成功目前でハンターに確保されて敗退するが、ハーヴェストの計らいと逃走者としての功績を称え、仲間達と共に釈放された。

### サブキャラクター
ペンタ・バッカーナ
声 - 岸尾だいすけ
肩書 - 借金大王 → 自首大王 → 自首大魔王
フリーター。30歳。
クライトリガーは全身をスライム化し、狭い所でも潜り抜けたり爆風などの衝撃にも耐えることができる「スライム」。
借金返済が目標であり、借金取りのジャイロには頭が上がらないが、回を重ねるごとに「悪友」的な絆が生まれている。
安全と賞金第一の姿勢を貫いており、賞金が上乗せされるミッションには積極的かつ、そうでないミッションには自分に有利なアイテムが支給されても消極的だが、逆に他の逃走者に「要注意人物」として監視されたり、利用されたりする事もしばしば。賞金欲しさに積極的に動き過ぎて確保される結果になったことも。
霧の都ロンドンステージでは自首成立で唯一の賞金獲得者となったが、ギャンブル運は弱く、自首で手に入れた賞金も一攫千金を狙うためのギャンブルで数日で失った一方、アメリカ横断ステージではチップの50セントから50万ドルに増やし、最後の勝負でも度胸と冷静さで勝利を手にするなど、ここ一番で機転と引きを見せるタイプ。
自分を助けるために確保されたジャイロを復活させたり、爆発寸前の爆弾をスライムでカバーし、他の逃走者を爆発から守るなど、意外にも義理人情がある。
ムーンワールドコロニーチャンピオンシップではAブロックの予選で自首ボックスは使用せず初の逃走成功を果たし、ファイナリストに選ばれた。
シド・フェニックス
声 - 石田彰
肩書 - 快足の貴公子 → 彗星の貴公子 → 銀河の貴公子 → 超次元の貴公子
アイドル。20歳。
クライトリガーは「ガンコナー」。
キザな性格で、ルナをはじめとした女性逃走者を口説き落とそうとする。ステータスも万能型で、過去には逃走成功も経験している。
パンナ・ラヴ
声 - 小林ゆう
肩書 - 逃走クラッシュ娘 → 逃走クラッシュキング
24歳。男性逃走者への色目や、オワリの国ステージではボディガードのケビンと契約、砂漠の魔法都市ステージではパンナのファンであるアブラムにべったりと、とにかく他力本願の姿勢で逃走成功を狙う。他人任せの言動や裏切りを示唆するなど、怪しい発言も多く、逃走者に警戒されることも多い一方、あくまで賞金を狙うためのシビアな戦い方として、それ以上の悪行を行う様子はない。
セイラ・ピーボディ
声 - 田村睦心
肩書 - ボルダリングの天使 → ボルダリングの女王
ボルダリングの天才。19歳。指がかかればどんな壁でも登ることができる。賞金の使い道は「月のコロニーを登りきる旅に出る」。
カラハリ・シュウ
声 - 草尾毅
肩書 - 超感武人
狩猟民族の末裔。37歳。身体能力だけでなく、視力・聴覚などの五感にも優れている。異名とは裏腹に、和を愛する心優しき男。文章の最初に四字熟語をつけて話すのが口癖。
ジャイロ・デーモン
声 - 松山鷹志
肩書 - マネーピラニア
借金取り。33歳。闇金を営んでおり、債務者は徹底的に追い込むことから、上記の肩書がついている。
ペンタに借金を返済してもらうため、ペンタと共に逃走中へ参加。ゲーム中にも返済の催促をするが、共に行動することも多く、半ば「腐れ縁」状態。ダイヤモンド目当てでペンタと共にA3コロニーに向かうも奴隷として扱われるなど、振り回されることも多い。
一方、暴力や恫喝ばかりではなく、借金の取り立てを生かした効率的な戦略を見せたり、弱気になる五郎太に喝を入れる人情味も持ち合わせている。
兎桜 マリン（とざくら まりん）
声 - 小松由佳
肩書 - ムーンライト歌劇戦士
ムーンライト歌劇団兎組のトップスター。29歳。
クライトリガーは自ら鎧を纏い剣で戦う「エインヘリャル」。
歌と踊りを愛し、周囲を助けるリーダータイプで、女性人気も高い。劇団で身に着けた殺陣を生かし、逃走中に挑み、ミッションにも積極的でリーダーシップを取る場面も多い。グレートチャンピオンツアーではストロベリーと気の合う場面もある。
ミカ・ルルーシュ
声 - 堀江由衣
肩書 - ホワイトエンジェル → ブラッディエンジェル
看護師→逃亡者。27歳。
クライトリガーは相手を切り刻む小柄な悪魔「レッドキャップ」。
ホスピタリティに溢れており、傷ついた人を見かけると率先して助けに行く。大病院に勤めており、逃走中での活躍を通し、患者に元気を与えることを目指す。
実は最下層の貧民の出身で、幼い頃から虫を殺して楽しむ癖のある異常性格者。病院では担当の看護師を殺害して成り代わり、「逃走中」に参加。その動機は他のコロニーに逃走する資金稼ぎと、逃走中を本当のデスゲームにして楽しむためだった。ペンタによって正体が明かされた後、他の逃走者を殺害しようとするが、千石に阻止されて逮捕される。しかし、ゲームの数日後に取り調べの最中に脱走。以後は街中に飛び込み、逃亡生活を送る。その後はA3コロニーのゲームマスターである狼月マコトに拾われ、A3コロニーサイドの逃走者としての登場や「ウェンディ」という偽名でグレートチャンピオンツアーファイナルへ進出。自身を陥れたペンタをつけ狙う。
千石 城太郎（せんごく じょうたろう）
声 - 田中秀幸
肩書 - 営業一直線→ ワイルド捜査官
クライトリガーは巨人を召喚する「タイタン」。
営業マン。30歳。月蜜商事に務めるエリートサラリーマン。立ち回りに自信を見せ、パンナ一行と共に行動する。実はコロニー警察の刑事で、記憶力と情報収集に優れている。階級は警部。犯罪者であるミカが逃走中に参加する事を予期し、自ら逃走中に参加して潜入捜査の一環で逃走者たちを利用し、一時はミカに不覚を取り命の危機に晒されるが、最後は自らの手でミカの身柄確保に成功した。
ミカ脱走後は追跡のため、A3コロニーに赴いたところで月村サトシ奪還に動くハルとモーリス、それにガスティンと合流し、奪還を支援。最後は戦いに敗れた狼月を月村の拉致監禁容疑で逮捕した。
ピエタ・バローネ
声 - 山崎たくみ
肩書 - スリリングバスカー
ウォークライは大天使「サンミケーレ」。大道芸人。33歳。月世界でも有名であり、綱渡りを得意とする他、口笛を吹いて小動物を呼び寄せる特技もある。わざとバランスを崩す様子を見せるなど、目立ちたがり屋で陽気な性格だが、過酷なゲームで弱る逃走者達を励ます一面も見せる。口癖は「ライフ・イズ・スリリング」。
クレア・サマーズ
声 - 和多田美咲
肩書 - チアープリンセス
チアリーダー。20歳。
クライトリガーは「ジャックフロスト」。
トラヴィスが所属するアメフトチームの人気チアリーダー。元気で明るく他の逃走者を応援しながらも、意外な運動神経の持ち主。所々天然な言動や「ハンドルを握ると運転が荒い」といった一面もある。
リリィ・ボーン
声 - 川口桜
肩書 - レディチェックメイト
チェスプレイヤー。15歳。若くして最先端AIチェスに20連勝する天才少女。無口ながら洞察力が高く、読みでミッション攻略に挑む。ロンドンステージ後は千石と師弟関係を結び協力して挑むなど頭脳派逃走者の一角を担っている。
サメジマ
声 - 稲田徹
肩書 - ムーンデストロイヤー
A3コロニーメンバー。28歳。クライトリガーは「フォルネウス」。
雪之丞の側近でもあり月村の拉致も担当。困難を自慢の怪力で強引にねじ伏せていく。
モモ
声 - 釘宮理恵
肩書 - マシンガンギャル
A3コロニーメンバー。16歳。
小柄だが俊敏性と腕力に長けており、天井に張り付き身を隠すこともできる。「だっるー」が口癖であり、ミッションには基本的に消極的。

### 逃走者
主要人物以外の逃走者は回によって参加・不参加が異なる。初参加の回を基準に記述する。
2023年シブヤステージ
フォルト・ヤング
声 - 岩田光央
肩書 - ハイパー・ダッシュ
陸上選手。20歳。「月面陸上選手権」でも連覇するなど、走力には定評がある。自慢の脚力を活かしたクラウチングスタートからのダッシュを過信してゲームに挑んでいるが、アニメで放映された回では3回連続で1番手の確保という憂き目にあっている。
ユリアン・ガウス
声 - 田村睦心
肩書 - 神悪童
10歳。IQ180を持つ天才少年で、低い身体能力を年上逃走者との協力や、小柄な体を生かした潜伏で凌ぐ。
オリヴァー・フォックス少佐
声 - 谷昌樹
肩書 - ローンソルジャー
元軍人。32歳。様々なシチュエーションを想定した机上演習を生かして逃げる常連逃走者。
トラヴィス・ロウ
声 - 草尾毅
肩書 - タッチダウンキング
アメフト選手。33歳。スピードと瞬発力、一瞬の判断力ではモーリスにも勝るスター選手。賞金の使い道は「未来のアメフト選手を育成するため、コロニーにアメフト専用スタジアムを作る」。
ドクター・ジラフ
声 - 高塚正也
肩書 - ダークドクター
闇医者。40歳。自身で調合している栄養剤を服用してケアしつつ、賢くミッションに挑む。
ビースト・ダビディ
声 - 江川央生
肩書 - ヘビー級ビースト
元ボクサー。33歳。怪力とフットワークが持ち味の執念のファイター。
オーガ・クリスタル
声 - 松山鷹志
肩書 - 夢見るスタントマン→ ムーンドリーマー
スタントマン。50歳。多くの作品に出演しており、ゲーム中の状況を映画の名作に例えることが多い。賞金の使い道は「自分が監督・主演の映画を作る」。
賞金獲得はならなかったものの、活躍が話題となりオワリの国ステージ開催時には自身主演の映画の広告が流れるなど映画スターとして人気を獲得した。
神堂 雷八（しんどう らいぱち）
声 - 檜山修之
肩書 - クセモノ盗塁王
野球選手。ニックネームは「ライパチ」。30歳。初速は逃走者最速と自負する一方、ベースランニングが基本であるため、カーブを大きく曲がる癖がある。ヘッドスライディングも得意。
マジカル・ホーミー
声 - 和多田美咲
肩書 - アメイジングウィッチ
女性マジシャン。25歳。普段は衣装と手袋で隠しているが、実は右腕にボディマージと呼ばれる義手を装着しており、ボディマージの不調が原因でマジックに失敗した過去を持つ。賞金の使い道は「より良い義手にする」。
ダイナ・アレキサンドロス
声 - 山口太郎
肩書 - 月光貴族
貴族的階級の出身。28歳。女性に対しては優しいが、男性に対しては容赦がない自信家。
チャマ・ハスラー
声 - 勝杏里
肩書 - 裏取りマン
18歳。全てを他人任せにしてきた中で一念発起し、「逃走中」に参加する。「砂漠の魔法都市ステージ」の参戦権も得ていたものの、ナギとすれ違った際にクロノブレスが誤作動を起こし、出場権がナギに移ってしまったことで参戦できなかったが、ゲーム後再びナギと出会ったことでナギの参戦権が移り、参戦できるようになった。
フェザリー・ギバー
声 - 伊藤美紀
肩書 - マインドフルネスレディ
元体操選手で、現在はヨガ講師として勤務している。24歳。柔軟性を生かした回避が得意であり、ゲーム中でも瞑想をして集中力を高める一方、マイペースで警戒心が薄いという欠点もある。
異世界オワリ城ステージ
ジーク・ドラミング
声 - 草尾毅
肩書 - ビッグショットエース
バスケットボール選手。27歳。パワーフォワードを務めており、「バスケット界の至宝」と呼ばれる大スター選手。勝利に飢えており、ミッションにも積極的に挑む。
ケビン・ガードナー
声 - 堀内賢雄
肩書 - クールガーディアン
ボディガード。35歳。パンナが雇ったボディガードとして逃走中に参加する。「顧客」であるパンナ第一の戦い方をするが、当のパンナからは「保険」とされ、他の逃走者にも声をかけられるなど、自分を完全に信用しきっていないことに不満を見せる。
根津 忠太（ねづ ちゅうた）
声 - 小林ゆう
肩書 - 街中華の希望
中華料理人の少年。19歳。老舗街中華「ねづや」の跡取り息子。逃走中での活躍を通し、店の宣伝を目指す。性格が良い分、騙されやすい欠点がある。逃走成功は達成していないものの逃走中の活躍を通し宣伝には成功しており、店も逃走者達の憩いの場として使われている。
クエスチョン君（クエスチョンくん）
声 - 嶋村侑
肩書 - 極限配信者
動画配信者。22歳。フォロワー約300万人を誇る人気ネット配信者。自撮り棒で生配信しながら逃走中に参加する。再生数を稼ぐためにミッションも率先に挑む一方、五郎太と町人のいさかいの現場を嬉々として撮影したり、地味な役割よりも派手なシーンを狙うなど、一歩間違えると「迷惑系」と呼ばれかねない言動も見せる。
一方、ゲーム中で撮影した動画は自身の動画チャンネルで配信しており颯也やハルもチェックする他、生配信ではクレアを呼んでグレートチャンピオンツアーの展望を語るなど逃走中界の人気配信者となった。
進心丸 奨（しんしんまる すすむ）
声 - 岸尾だいすけ
肩書 - 角界の不動明王
力士。22歳。デビュー以来、連戦連勝で若くして横綱となった大人気力士。「どこの世界でも自身が横綱になれる」ということを証明するため、「逃走中」に挑む。普段は優しいが、勝負事になると勝気になるタイプ。
渦磨老師（うずまろうし）
声 - 佐藤正治
肩書 - 小走り好々爺
老人。108歳(最年長)。普段は飄々とした好々爺だが、実は剣術の達人であり、刀を握ると勇ましくなる。年齢のせいもあり、体力は衰えているものの、剣術と経験を生かした先読みする力は健在。
霧の都ロンドンステージ
ベルンガ
声 - 赤羽根健治
肩書 - ジャイアントキッカー
ムエタイ選手。26歳。月世界最強のムエタイ選手であり、膝蹴りが得意。好戦的な部分が見受けられるが、細かい事は気にしない大雑把かつ野心的な性格。ハンターに対しても好戦的で、逃走中のチャンピオンベルトを目当てに自信満々にミッションに挑む。
カイ・ブルーム
声 - 草尾毅
肩書 - ドルフィンマン
水泳選手。29歳。
クライトリガーは両手両足が水かきになり、水中での活動が容易になる「ヴォジャノーイ」。
月世界水泳選手権自由形3連覇中の人気競泳選手。勝気だが、少々無鉄砲な性格。潜水を得意とし、10分以上潜ることもできる。
ランゴ・メイザー
声 - 神奈延年
肩書 - 冒険野郎
冒険家。58歳。月世界の様々な難所を冒険してきた『冒険王』。サバイバル術を駆使し、ピンチを脱出する。
砂漠の魔法都市ステージ
ガスティン・ローガン
声 - 堀内賢雄
肩書 - レジェンドランナー
ボディマージ（義手・義足）技師。47歳。自らも右足を義足にする他、ホーミーの義手も手掛けている。その正体は逃走中黎明期を盛り上げた元チャンピオン。クライトリガーは「クルダレゴン」。
颯也とホバーバイクで衝突しそうになった際、スローモーションを発動して回避し、颯也から興味を持たれた事で工房に招き、颯也に「逃走中の真髄を知ること」を教える。霧のロンドンステージを鑑賞の後、颯也を呼び出し、彼にトレーニングステージでクライトリガーとウォークライを使いこなすための猛特訓を行った。その後、颯也と共に再び逃走中の舞台に戻る。
かつてチャンピオンとして名を馳せている際にエントリーゲートを強行突破したモーリス少年を見込み、弟子として鍛え上げたものの、モーリスがクライトリガーを使用して暴走したことで、モーリスが一旦表舞台から去る事態となっており、颯也を弟子として鍛え上げたのも「『ウォークライを封印し逃走中のチャンピオンに君臨する』という『呪縛』に囚われたモーリスを颯也が超え、モーリスの『呪縛』を解放する」という理由であった。
西洞院 ナギ （にしのとういん なぎ）
声 - ゆかな
肩書 - トラブルクイーン
ルナの姉。19歳。
クライトリガーは大地を切り裂く女神「ネメシス」。
快活で男勝りな妹・ルナに対し、マイペースでドジっ子。他のコロニーに留学していたが、あるトラブルで一時帰宅した際、シブヤステージに出場したチャマとすれ違った時にクロノブレスの誤作動で出場権が移ったことから、ルナと共に「逃走中」に挑むことになる。
自身の幸運で自分も周囲も助けるルナに対し、上記のチャマの一件や逃走中の参戦を咎めようとした執事がぎっくり腰になるなど、周りの人達をトラブルに巻き込むことが多い。当初は自覚していなかったものの、次第にその不運を自覚し、ネガティブになりながらも、ルナに励まされ、共に逃走成功を果たす。
グレートチャンピオンツアー上位という有利な位置ながらも自分の夢を優先し、「逃走中」への参戦を放棄し、再び留学先へ戻ることを決断。また、周りの人を巻き込む不運は変わらないものの、「逃走中」での経験を経て前向きになったおかげか、多少は落ち着くようになっており、再びすれ違った上、ナギの不運に巻き込まれたチャマと再会し、手を握ったことで再び参戦権がチャマに移った。その後「ムーンワールドコロニーチャンピオンシップ」では留学先のA1コロニーの逃走者として参戦する。
アブラム・ゴルドー
声 - 石川英郎
肩書 - 1億カラットの男
月世界の大富豪。33歳。逃走中にも「アブラム財団」として大型スポンサーを務めている。常にダイヤを始めとする金品を持ち歩いており、金の力で逃走中制覇を目指す。パンナが大のお気に入りであり、出場する動機もパンナのためで、エンディングイラストではパンナの等身大黄金像を制作している。
リンセン
声 - 野島裕史
肩書 - 情熱のマエストロ
月世界で超有名な指揮者。35歳。
クライトリガーは「ミューズ」。
カリスマ性と誠実さを持ち合わせており、マリンを始めとする女性陣からの人望も厚い。大の猫好き。賞金の使い道は「チャリティーコンサートの開催」。
タロット 幻霧（たろっと げんむ）
声 - 田村睦心
肩書 - ディスティニーガイド
占い師。29歳。「ブルーエリアの母」と呼ばれる的中率の高い占い師。タロット占いを得意としており、カードで運命を決め、逃走ルートもタロットで決める。
TOYワールドステージ
西洞院家執事のじいや
声 - 田中亮一
肩書 - 実直執事
ルナの執事。70歳。命の危険も伴う逃走中に参戦するルナを案じている主人の命により、常時ルナを監視したり、警備員を増員するなど、ルナを逃走中に参加させないようにしているが、毎回煙に巻かれてしまう。ついには自身も逃走者としてゲームに参加し、ルナを守ろうとし、TOYワールドステージでは実際に身代わりになる場面も見せた。
ぎっくり腰を抱えており、ナギが滞在中に発症。さらにはコロニーの命運をかけた戦いにも参加しようとしたところで発症してしまい、結局ルナ単独で挑むことになった。
アメリカ横断ステージ
園城 マイカ（えんじょう まいか）
声 - かかずゆみ
肩書 - スクープキャッチャー
新米記者。25歳。「怪盗アポロン」の正体を探りに熱心に追いかけているが無茶も度々あり、コロニーの広場から落下した際にはシグマ（怪盗アポロン）に助けてもらう事態に陥っている。
逃亡中のミカから怪盗アポロンの狙う正体が「逃走中」に関係していると教えてもらい、さらに、それが禁断のゲーム「エニグマ」に関係していると知り、A3コロニー行きのシャトルに密航。そのまま成り行きで逃走中に挑むことになる。
ストロベリー
声 - 園崎未恵
肩書 - セクシーマドンナ
A3コロニーメンバー。20歳。
セクシーな言動で逃走者を惑わす存在。悪知恵も働き、邪魔な存在には罠を張り陥れる。グレートチャンピオンツアーではマリンと気の合う場面も。
ビーバー
声 - 阪口大助
肩書 - ドクターペイン
A3コロニーメンバー。35歳。
物知りでミッションの特徴をいち早く見抜くA3メンバーのブレーン。一方で猟奇的な一面も持ち合わせている。
パルト
声 - 落合福嗣
肩書 - 反逆のオペレーター
A3コロニーの逃走中のオペレーターでラビの部下。22歳。
狼月のクーデターに遭い投獄された際にラビを助け出し、単身ラビをA7コロニーに送り出し避難。以後は奴隷生活を送りながらもラビの帰還を待っていた。ラビが帰還したことで共に決戦に挑む。
ネル
声 - 小林ゆう
肩書 - 反逆のオペレーター
A3コロニーの逃走中のオペレーターでラビの部下。19歳。
パルトの後輩であり、同じく奴隷生活を送りながらもラビの帰還を待っていた。
怪しき都パリステージ
スネーク・ロイヤー
声 - 子安武人
肩書 - 逃走弁護士 → 勝ち確弁護士
弁護士。30歳。クライトリガーは「ナーガ」。「健全な精神は健全な肉体に宿る」をモットーに、トレーニングを欠かさず身軽さやウォークライの立ち回りはトップクラス。モーリスとほぼ並びグレートチャンピオンツアーランキング2位で進出した。
ヒメナ・ヴィクトリア
声 - 広橋涼
肩書 - アクセレートクイーン
パルクーラー。19歳。クライトリガーは「エアリアル」。月世界パルクール選手権で優勝した若手のホープ。安定した好成績を収めており、同じパルクールを得意とする颯也を一方的にライバル視している。ふざけたような大技を見せることもあるが、本気の時の身体能力はピカイチ。
ゴモク
声 - 飛田展男
肩書 - ダイナミックフィッシャー
漁師。50歳。A3コロニーメンバー。クライトリガーは「マウイ」。釣り竿一本で車を吊り上げるほどの怪力の持ち主。
豚ズラ亭 八戒（とんずらてい はっかい）
声 - 檜山修之
肩書 - センプク落語家
落語家真打。27歳。A3コロニーメンバー。判断能力が良く隠れる天才。笑いを大事にしながらも逃走成功を目指す。
トゥルーディ
声 - 井上喜久子
肩書 - アメージングフィンガー
99歳。A3コロニーメンバー。普段は年齢通りの老婆だが、実は特殊な体のツボを押すことで一定時間若返ることができ、その間の運動能力はアスリート並。黎明期逃走中にも参戦していた。
ウェンディ
声 - 堀江由衣
肩書 - ハッピーパティシエール
人気レストランの看板パティシエ。22歳。ケーキ作りの天才で絶対味覚を持つが、良からぬ言動も度々見せている。その正体はミカ・ルルーシュ本人であり、ペンタに近づくために成り代わった。
発進！タイムトラベルステージ
クジョー・トドロキ
声 - 草尾毅
肩書 - ガッツボーイ
18歳。クライトリガーは「ヴァーチャー」。A1コロニー出身。グレートチャンピオンツアー終了後、表彰式にて引退を表明したモーリスに不服を見せ乱入。それをきっかけに全コロニーを対象とした「ムーンワールドコロニーチャンピオンシップ」が開催されることとなった。
気合は十分な一方、クライトリガーの発動や細やかな制御などは苦手。
アマネ・マリーゴールド
声 - 天希かのん
肩書 - ハンターマニア
16歳。A1コロニー出身。ハンターを愛する美少女であり、むしろ「ハンターに追われたい」という目的で自らハンターに見つかりにいく程。
ミリガン
声 - 屋良有作
肩書 - 月世界最強の市長
39歳。A1コロニー市長。一見すると良き市長に見えるが、実は自己顕示欲の塊。
イノマル
声 - 竹本英史
肩書 - ステルスニンジャ
20歳。A5コロニー出身。忍者の末裔。本業は産業スパイ。
CX-Z
声 - 草尾毅
肩書 - ウルトラダッシュ
ロボット。A9コロニー出身。スピード競技大会用ロボレーサー。
ペコ婆/信楽たぬき男2号
声 - 江森浩子
肩書 - ??????
ブルーエリアに住む颯也のお得意先である老婆。颯也が特訓中の際にはハルを住まわせるなど数少ない親しい応援者。
実は逃走中の元チャンピオンで、A7コロニーの初代逃走成功者。「マダムペコ」の愛称で知られている。高齢を迎えたため引退したものの、ムーンワールドコロニーチャンピオンシップでは「信楽たぬき男2号」としてこっそり参加し新世代の逃走者達の活躍を見届けた。
怪奇ディスカバージャパンステージ
カルメン バンデラス
声 - 鈴木みのり
肩書 - 情熱のマタドール
17歳。A8コロニー出身。美女闘牛士。ムーンワールドコロニーチャンピオンシップではDブロックの予選で逃走成功を果たし、ファイナリストに選ばれた。
飛松 薫（とびまつ かおる）
声 - 石川英郎
肩書 - 工匠の華
29歳。クライトリガーはガルガリン。大工職人。ムーンワールドコロニーチャンピオンシップではBブロックの予選で逃走成功を果たし、ファイナリストに選ばれた。

### ハンター
逃走者を追跡する黒色のスーツとサングラスが特徴のアンドロイド。髪色・髪型やハンターサングラスの形が異なるなど、外見に個体差がある。歩く際には機械的な効果音や足音を発するほか、トラックの荷台や壁を破壊し、武器などによる攻撃を受けても無傷で済み、颯也と互角レベルの跳躍力を持つなど、逃走者を追走する際には人間以上の能力を発揮することがある。また、本家のハンターは一度に短時間で複数人の逃走者を確保することはない（特定の一人のみにターゲットを絞る）が、本作では作中の描写から複数人を同時に確保できることが確認できる。一方、本家のハンターは微動だにせずただ立ち尽くしているが、本作では首を傾げたり、逃走者を確保する前や確保した後にスーツを整えたりなどの人間らしさも多少入っている。
度々クロノス社によってパワーアップされており、より走力も上がっている他、A3コロニーのハンターはA7コロニーのハンターよりもさらに強化されマスクを装着しており、その能力はハッキングして送り込んだTOYワールドステージにおいてA7コロニーの逃走者をあっという間に壊滅に追い込むほど。その後、月村復帰後のA7コロニーの逃走中でも流用されている。また、エリア内に登場した怪人の影響により、それに応じた変化を見せることもある。

### クロノス社
月村サトシ（つきむら さとし）
声 - 浪川大輔
クロノス社のゲームマスター。逃走中の各ステージのストーリーやミッションは全て彼がデザインする一方、エリア内の登場人物によってゲーム展開に想定外の変動が起きても、基本的に静観を貫いている。
「TOYワールドステージ」開催中にカイロス社のゲームマスターである狼月マコトによるハッキングとA3コロニーメンバーによる襲撃に遭い、禁断のゲーム「エニグマ」を要求するが、拒否した事でサメジマに襲われて気絶し、手形によってA7コロニーの空気浄化装置を停止させられ、囚われの身となる。しかし、ゲーム中にハルやモーリス、ガスティンによって無事に救出され、エニグマの欲しさに暴走する狼月を諭して決着を見届け、A3コロニー奪還とA7コロニーの正常化に成功する。
元々『逃走中』では、月面を舞台にしたミニドラマ本編の登場人物であり、クロノス社のゲームマスターである点も共通するが、本作とは設定が大きく異なる。
ハーヴェスト
声 - 嶋村侑
クロノス社所属の人物。逃走中を盛り上げるために各地で逃走能力のある者を探しており、時折エリア内の高台からゲームを見学する様子も見せる。颯也にクロノブレスを与えて逃走中に参加させ、さらにクロノス社のサーバーにハッキングしたハルに接触し、逃走中への参戦を誘った。
カイロス社のゲームマスターである狼月マコトに人質された月村サトシを救出するため、禁断のゲーム「エニグマ」の在り処を知る者としてA7コロニーとA3コロニーの逃走者に勝負を持ちかける。ゲーム中は立会人としてゲームを監視する一方、狼月の容赦無きゲームメイキングに苦言を呈していた。
瀧 アンナ（たき あんな）
声 - 松嶌杏実
クロノス社の女性オペレーター。逃走中の各ステージを管理している。
望月 ヤマト（もちづき やまと）
声 - 赤羽根健治
クロノス社の男性ナビゲーター。ハンターのコントロールを担当している。

### カイロス社
狼月 マコト（ろうづき まこと）
声 - 小西克幸
カイロス社のゲームマスター。A3コロニーの支配者。
元々はA3コロニーで行われるクロノス社の逃走中におけるラビの部下（幹部）であったが、刺激さを求め、雪之丞たちと共に反乱を起こして乗っ取りに成功。新たに「カイロス社」を立ち上げ、ゲームマスターに就いた。育て上げたA3コロニーメンバーを評価する一方、A7コロニーの逃走者を「軟弱」と平気で見下している。
禁断のゲーム「エニグマ」の在り処を知る月村サトシに要求するも拒否され、月村を人質にするが、「コロニー同士の逃走者同士の逃走中で決着をつける」というハーヴェストの提案を了承し、戦いの場を用意した。
「ゲーム時間400分」という設定や「失敗すると即全員ゲームオーバー」「ハンター100体以上追加」という月村の作る逃走中を超えるミッションを発令するなど「刺激的」なゲーム設定の一方、エニグマを手に入れるために「A7コロニーから来たシャトルを狙撃した上、エントリーに時間制限を設ける」「『爆弾は爆発したが生き残った』という状況を『爆弾解除に成功していないため失敗扱い』と裁定する」「アイテムは届けたが『完全に全ての量を届け切っていない』とみなし失敗と裁定する」など、A3コロニー側有利な裁定を下す卑劣な面を見せる。
最後はラビに対し、「全ハンターがラビを標的にする」「強制的にエリアを縮小する」という行動を取るが、救出された月村にゲームマスターとしてのプライドを諭され、手出しを止めざるを得なくなる。そしてラビが逃走成功を果たし、A7コロニーの勝利と共に月村の拉致監禁容疑により、千石に逮捕される。それに伴い、カイロス社も壊滅した。

### エリア内の人物
怪獣都市シブヤステージ
丹波 すず（たんば すず）
声 - 和多田美咲
シブヤステージの住民の少女。他の4人の住民と共に怪獣シブラーに攫われてしまうが、颯也によって救出。祖父の丹波博士とも合流し、以後に行動を共にする。両親はシブラーから身を守るために犠牲になっており、その時に渡された緑色のクリスタルのペンダント（シブラーを撃退するのに必要な高純度のエターナルメタル）を形見として首からぶらさげている。
シブラーが最終形態に進化すると操られて1人でシブラーと対峙してしまうも、逃走者たちに無事救出される。
丹波博士（たんばはかせ）
声 - 宝亀克寿
シブヤステージの科学者で、すずの祖父。怪獣シブラーの撃退に心血を注いでおり、様々な武器を開発している。
異世界オワリ城ステージ
オワリ 五郎太（おわり ごろうた）
声 - 堀江瞬
オワリ家最後の生き残りの少年。信長がオワリ城主である彼の父親・オワリ成親を処刑し、占拠した城から逃亡を図った際、町人とぶつかり、いさかいを起こしている最中に颯也と遭遇。さらに、信長の命を受けて彼を狙った佐々木小次郎に襲撃された所で颯也・ルナに助け出される。「オワリ家最後の希望」として逃走者と家臣から丁重に守られる一方、命をかけて奮闘する者達に対し「自分の殿としての器」について葛藤しながらも、逃走者たちからの励ましを受けて精神的に成長し、信長と対峙。最後は信長に取り付いた悪霊を斬って解放。オワリの国を守る事に成功する。
伝の助（でんのすけ）
声 - 高戸靖広
五郎太の家臣の1人。非常に涙もろく、助けてもらった颯也を「先生」と慕う。信長の攻撃から五郎太を庇ったことで致命傷を受け、消滅する。
松之丞（まつのじょう）
声 - てらそままさき
五郎太の家臣の1人。オワリ城が攻められた際、目の前で父を武蔵に殺害されており、その仇討ちのために武蔵に対しては、多少周りが見えなくなる様子を見せる。仇討ちのため、マリンと共に聖剣「水雲」を入手し、気が逸る所を逃走者に制されつつ、最後は颯也・シグマの手助けもあり、自らの手で武蔵を斬り、父の仇を取ることに成功した。
ナツメ
声 - 和多田美咲
五郎太の家臣の1人で、御庭番のくノ一。
平賀源内（ひらが げんない）
声 - 山崎たくみ
森の中で研究を行う科学者。信長に対抗するための「侍魔人」の秘密を逃走者に伝えようとした所を国芳に拉致され、化け猫の中に取り込まれるが、たぬき男の活躍で解放されて救出。五郎太に侍魔人の場所を示す古文書の解読法を伝える。また、「エレキテル砲」やバリアとなる「エレキテル結界」などを開発するほか、オワリ城敷地内には彼と成親が作り上げたからくりが点在している。
オワリ成親
声 - チョー
オワリ家当主で鷹宗と五郎太の父親。五郎太に後継者にするも鷹宗に殺害された。
老女中
声 - れいみ
オワリ家に仕える家臣で五郎太のお世話役でもある。
織田信長（おだ のぶなが）
声 - 小山力也
江戸時代に蘇った第六天魔王。五郎太の父を処刑し、オワリ城と国を占拠。ここを足掛かりにし、再び天下統一を目指すべく配下の者に五郎太を捕らえさせようとする。当初は安倍天魔（鷹宗）を部下に従え、五郎太を追いつめつつ侍魔人を操る事に成功するが、五郎太の計り知れない力に興味を抱き、鷹宗の力を吸収し、進化を遂げる。五郎太と一対一で対峙し、一旦は五郎太の力を吸収する様子も見せるが、颯也とシグマの連携によって支配していた悪霊が弱体化し、最後は五郎太の手によって悪霊を断ち切られ、五郎太に感謝を述べて消滅する。
佐々木小次郎（ささき こじろう）
声 - 檜山修之
信長の手によって蘇った者達「髑髏衆」の1人である剣豪。剣術はもちろん、剣で自由に操る事のできる鳥型の衝撃波「ツバメ返し」や「妖怪同心」を召喚する。矢も鉄砲も効かない不死身の身体でオワリ城を攻め落とし、逃げ延びた五郎太とその家臣たちを追いつめる。一方、信長の命よりも自らの楽しみを優先し、執念深く颯也を追いかけるが、武蔵との戦いで「自分の技では傷を負う」事を見破られ、颯也・モーリス・シグマ・伝の助の連携で身動きを封じられたところで自身のツバメ返しを2発受け、自滅に近い形で瀕死となり、最後は信長の命に背いたとして武蔵に介錯され、消滅する。
宮本武蔵（みやもと むさし）
声 - 堀秀行
信長の手によって蘇った「髑髏衆」の剣豪。小次郎と同様の不死身の体に加え、怪力と剣術、二刀流から繰り出される炎の虎で襲いかかる。自分の楽しみのために独断専行する小次郎とは違い、信長に忠実であり、小次郎とはソリが合わず、戦った事もある。逃走者よりも先回りして南の村へと続く橋を焼き落とし、その過程でモーリスを崩壊に巻き込んで生死不明状態にする。南の村へ逃れた五郎太を追い、妖怪同心と共に追い込み、渦磨・シグマをも制するが、覚悟を決めた五郎太が飛び出し、気が逸れた隙に颯也とシグマに刀を叩き折られ、最後は松之丞に仇を取られ、消滅する。
歌川国芳（うたがわ くによし）
声 - 飛田展男
「髑髏衆」第3の刺客。「侍魔人」の起動方法を探る源内を拉致した上で化け猫の中に取り込み、さらに逃走者や家臣を寄せ絵の如く次々と取り込んでいく。他の逃走者も迂闊に手を出せない状態まで追い込むが、たぬき男がネズミの絵を大量に描いた事で、正体である大量の猫に分かれてしまい、取り込んだ源内・逃走者・家臣の解放を許してしまう。なおも諦めず巨大な雉を作り出し、颯也を一飲みにするが、腹の中で大量の岩の絵を描いた颯也によって墜落し、崩壊した。逃げ延びた一行に対し、カラスに扮して侍魔神についての話を盗み聞きするが、それに気づいたシグマの一撃で深手を負い、信長に古文書の解読法を伝えた所で息絶え、消滅する。
真田幸村（さなだ ゆきむら）
声 - 高橋広樹
「髑髏衆」第4の刺客。オワリ城に潜入した五郎太と逃走者達に立ちはだかる。刺さった場所を溶かす「大千鳥十文字槍」の攻撃や、同様に刺さった場所が溶ける手裏剣を投げる「妖怪忍者」で追いつめる。シグマとの勝負を楽しむ様子を見せるも、刺さった木の中にミッションに必要な武人像がある事に気づいたシグマによって木に槍が刺さった際に、火薬玉を破裂させられるが、他の髑髏衆と同様、傷を負わなかったものの、火薬玉の爆発時に空へ弾き飛ばされた槍によって串刺しとなり、消滅する。
安倍 天魔（あべの てんま）／オワリ 鷹宗（おわり たかむね）
声 - 松風雅也
信長に仕える謎の男。髑髏衆を召喚し、指揮する。その正体は五郎太の兄。五郎太にとっては「自分より兄が殿になった方がいい」という器がある見方をしていたが、オワリ城の正統後継者となれなかった事で弟に恨みを抱き、信長に加担する。侍魔人を自らの血で操るも五郎太に奪還され、さらに五郎太の支配下となった侍魔人を「木偶人形」と侮辱したことで踏みつぶされる。その後、五郎太が介錯しようとするも信長の手によって生気を吸い取られ、粉々になって消滅する。
霧の都ロンドンステージ
マックス・メージャー
声 - 平川大輔
ロンドン警視庁の刑事で、階級は警部。正義感に優れ、鋭い洞察力を兼ね備えている。以前は彼の相棒と共に連続殺人鬼・切り裂きジャックを追いかけるが、逆に相棒を殉職死させた過去を持つ。しかし、逃走者の活躍により多くの事件を解決に貢献し、心から感謝すると同時に相棒の無念が晴れた。
グレース・アンバー／メデューサ
声 - ゆきのさつき
地下宮殿の支配者にして蛇の怪物。目を合わせた者は石にされる他、分身である蛇達をミノタウロスの像の首に巻き付けて操っていた。しかし、弱点である鏡で自身の目を見せる事で倒すことができる。最後はシグマと颯也の連携で倒され、石化されるが、その後で蘇り、真の黒幕を止めるために逃走者を案内するが、隙を突かれ、ジャック・オー・ランタンに背後から刺され、最後はシグマに黒幕を止めるよう頼み、炎に包まれて消滅した。
切り裂きジャック／ジャック・オー・ランタン
声 - 増谷康紀
ロンドンの恐怖に陥れ、女性ばかりを狙う連続殺人鬼。青い炎を身に纏う怪物で、煙突から侵入し、対象を殺害後に炎の能力で必ず血痕を消す。しかし、颯也の機転で弱点であるテムズ川に突き落された後、元の人間に戻り、最後はマックス刑事に逮捕された。黒幕との最終決戦の場所でも同じ能力を持ったジャック・オー・ランタンが登場し、メデューサだったグレースを背後から刺殺、複数体と合体して巨大化するが、ハルの機転で工場が破壊され、業火に呑まれて元の3人の人間に戻った。
ジョイス・オハラ
声 - 園崎未恵
オペラハウスの歌手。ノーマ・ソッツィ、サンドラ・ブルガー、ジェニファー・フォレと並ぶ4羽の雲雀の1人。練習中にセイレーンに拉致されるが、逃走者達の活躍によって救出された。
セイレーン
声 - 前田愛
海の怪物クラーケンに化け、下水道から侵入して人気オペラ歌手を誘拐し、子守歌で誘惑する他、音波攻撃で精神破壊を得意としている。しかし、マリンの活躍により、元の人間に戻り、最後はマックス刑事に逮捕された。
ドラキュラ伯爵
声 - 関俊彦
吸血鬼の王にしてドラキュラ城の主。コウモリに変身する他、太陽の光が弱点だが、彼の分身であるファントムを無数に生み出せる他、相手の影を鉄球で抑えて動けなくさせたり、噛まれた相手を吸血鬼に変えることができる。しかし、本体はドラキュラ伯爵の肖像画の中にいるため、分身たちを操っていた。しかし、弱点である槍を心臓に貫いて倒すことができる。最後は颯也とシグマの連携で倒されると共に、吸血鬼にされた自身と人々は元に戻った。
リドリー・ゼベット教授
声 - 井上和彦
ガイアロストという秘密組織のトップで、霧のロンドンステージに出てきた怪物を全て作った元凶であり、黒幕。怪物だけでなく、強力な武器等を開発しており、その武器をロンドン警察に売却して資金を得ていた。ハルの策略で工場は破壊されたものの、人に埋め込む事で怪物にする「モンスター胚」を持って飛行物体で他国へ逃亡を図る。また、自身もアンプルを打ち込んで怪物化し、追いかけて来た颯也やシグマまで襲うが、一瞬の隙を突かれ、シグマにアンプルを外されて弱体化。さらに飛行物体が川へ墜落した事でモンスター胚も全て破壊され、マックス警部に逮捕された。
砂漠の魔法都市ステージ
カイト王子
声 - 小野大輔
ジャガリア王国のプリンス。勇猛果敢で魔法が使える王家の一族である。レイラ王女とは恋仲である。レイラ王女とは両想いで、隣国のガルーダル王国の架け橋になるため、難事件の解決に奮闘している。しかし、逃走者の活躍よって事件の元凶であるファラオ討伐に貢献し、心から感謝した。
ザムザ神官
声 - 江原正士
ジャガリア王国の神官。カイト王子の理解者で、王族の信頼が厚い。実はアヌビス神の封印を解いた張本人で、本命はピラミッドに封印されたファラオを復活させるため、ジャガリアとガルーダルの両国に戦争を引き起こすべく逃走者達を利用した。最後は怨霊ファラオに眷属にされレイラ王女を人質にして火山口で葬り去るが、ナギの活躍により阻止され、自身はマグマに落ちて自業自得な最期を遂げた。
ジャガリア国王
声 - 福田信昭
ジャガリア王国の最高権力者。カイト王子の父親。隣国のガルーダル国王とは犬猿の仲。決闘島にて妃と息子と共に立ち会いを見守るがファラオに魂を取られてしまうものの、逃走者の活躍より救われた。息子であるカイト王子と隣国のレイラ王女を見てお互いを愛し合うところに心打たれ、ついに二人の結婚を許した。同時にガルーダル王国と和解した。
レイラ王女
声 - 金元寿子
ガルーダル王国のプリンセス。カイト王子の恋人である。カイト王子とは両想いで、隣国のジャガリア王国の架け橋になるために協力している。しかし、アヌビス神に生霊を取られ仮死状態になり、魂の結晶はカイト王子に託された。逃走者の活躍によりファラオが倒された後、カイト王子の愛の力で息を吹き返した。その後、怨霊ファラオの眷属にされたザムザ神官に人質にされるが、シグマの機転より救出された。
シュルーク王子
声 - 真殿光昭
ガルーダル王国のプリンス。レイラ王女の兄。妹であるレイラがカイト王子の結婚に反対している。決闘島にて立ち会いを見守るがファラオに魂を取られるが逃走者の活躍より救われた。妹のレイラが本気でカイト王子をお互いに愛し合うところに心打たれ、二人の結婚に賛成した。
ガルーダル国王
声 - 中根徹
ガルーダル王国の最高権力者。シュルーク王子とレイラ王女の父親。隣国のジャガリア国王とは犬猿の仲。決闘島にてお妃と息子と共に立ち会いを見守るがファラオに魂を取られてしまうが逃走者の活躍より救われた。娘のレイラ王女と隣国のカイト王子を見てお互いを愛し合うところに心打たれ、ついに二人の結婚を許した。同時にジャガリア王国と和解した。
アヌビス神
声 - 小林ゆう
3000年前に封印された神。ザムザ神官に封印を解かれ、自分の分身であるミイラを召喚し、生霊を集めた。しかし、シドの活躍によって再び封印されるが、レイラ王女の生霊を取られてしまった。
ラムル
声 - 山口太郎
砂の魔神。アヌビスの眷属。主の命により、レイラ王女の誘拐、拉致に成功した。ファラオ復活の為に生霊を獲るべく、逃走者達を襲うがリンセンの機転とマリンの活躍により、倒された。
ホルス神
声 - 白鳥哲
決闘島の裁定者にして調停者で、1000年前から決闘島の戦士達を見守る神。復活したファラオに取り込まれるが、直前に自身の分身を敗北した逃走者を復活させるも、虚しく完全に取り込まれた。しかし、逃走者の活躍により復活し、決闘島での役目を終えるところで怨霊となったファラオを再び封印すべく残された最後の力で自ら弓矢となりファラオにバラバラにされるも、逃走者達の活躍によりカイト王子とレイラ王女の愛の魔法が宿るホルスの弓矢で怨霊ファラオを貫き、封印に成功すると同時に役目を終えた。
ファラオ
声 - 乃村健次
3000年前に封印された王。ザムザ神官によって封印を解かれた。決闘島で王族の生霊を奪い、完全復活を目論む。完全復活の後、ホルス神までも取り込み神を超える存在になった。さらに、眷属である白骨兵士を従わせている。しかし、カイト王子と逃走者の活躍により一度は倒されるが、再び復活し、怨霊ファラオとして滅ぼそうと目論む。その後、復活し弓矢に変身したホルスをバラバラにしたが、逃走者達の活躍により、カイト王子とレイラ王女の愛の魔法が宿るホルスの弓矢で貫かれて再び封印された。
アメリカ横断ステージ
キャリー
声 - 豊口めぐみ
コングファミリーに追われている謎の美女。目的地のニューヨークへ向かう所で逃走者達と出会い行動を共にする。実はアメリカ空軍の軍人でエリア51で捕獲したミミックリーを回収した中で未知のウィルス（ゼータ）の対抗策であるワクチン開発のさなかにダミアン・コングに狙われていた。その後、地下研究所での撃ち合いで漏れ出たゼータに感染する。しかし、ダミアンの部下達が死亡する中彼女のみ生まれながらの抗体を持っていたため、生存した。その後、ゼータのサンプルを持って目的地のニューヨークにある感染研究所へ向かうがダミアンに待ち伏せされるも逃走者の活躍により、任務完了を果たし、彼らに感謝した。
ココベア
声 - 増谷康紀
聖なる森を守護する精霊。湖のキャンプ場を開発で森林伐採を行い、その結果周辺を呪わせた。仮面の姿で他人を乗っ取って襲うが颯也と雪之丞の活躍により、仮面を破壊されると同時に成仏した。
リック・バックナー
声 - 草尾毅
シカゴカーチスのメジャーリーガー。球団がコングファミリーに買収される危機に陥っていた所で命を狙われている。しかし、颯也とシグマの活躍により形勢逆転のサヨナラ勝ちを果たし、彼らを褒め称えた。
モーガン大統領
声 - 谷昌樹
アメリカ合衆国大統領。キャリーからの信頼が厚いが、一度はミミックリーに不意を突かれるが、逃走者の活躍により救出された。その後はニューヨークにある感染研究所でキャリーを待つがダミアンと部下達に人質にされるがラビの活躍により、無事に救出され、彼らに感謝を述べた。
ニョッキ
声 - 秋山寛貴（ハナコ）
キャリーを追う、お調子者の小柄な男でコングファミリーの1人。
カッペリーニ
声 - 菊田竜大（ハナコ）
キャリーを追う長身の男で、コングファミリーのリーダー格。
トレネッテ
声 - 岡部大（ハナコ）
キャリーを追う、しっかり者の巨漢でコングファミリーの1人。
エースジャック
声 - 落合弘治
ラスベガスのカジノ王にして最高級ホテルの支配人。実はダミアン・コングと通じている。キャリーを監禁し、得意のギャンブル対決で勝負するが、ペンタの活躍により敗北した。その後、訪れたダミアン・コングに失敗の報告をするが彼に用済みとなり殺害された。
ドン・ブラープス
声 - 江川央生
ブラープス一家の首領。サウスダコタの小さな町の名産品である命の水を独占し、略奪行為を続ける無法者でもある。さらにダミアン・コングと通しているが、彼とは非常に仲が悪い。しかし、荒野の女帝と称したラビの活躍により早撃ち対決で気絶し、子分達と共に退散した。
ダミアン・コング
声 - 楠大典
アメリカ最大の犯罪組織コングファミリーのボス。アメリカ横断ステージの黒幕。組織の秘密を握るキャリーを3幹部に追うように命じた。さらに、逃走者達が最終目的地であるニューヨークへ向かうことを予期しており、あらゆる手段を用いて妨害工作を仕掛けた。最後はモーガン大統領を人質をとりゼータを奪い取るが確認のために容器を開けた事で感染し、恐るべき怪物に変身し、キャリーを人質を取るが颯也と雪之丞の連携により倒され、逮捕、隔離される。これによりコングファミリーは事実上壊滅した。
怪しき都パリステージ
デュポン
声 - 木全翔也
フランスの天才科学者。ジェレミーの生み出したファントム計画を阻止すべく、逃走者達と行動を共にした。一度はジェレミーに捕まり自身のシンギュラリティを奪いかけるがシグマとモーリスの活躍により救出され、最終的に事件解決へと導いた。
シモン
声 - 中村光樹
フランスのアトリエ。葉っぱの絵を書く事ばかりでムーランルージュの元踊り子であり元妻であるアニーとは別居していたがファントムバタフライに変貌を目撃し、ショックを受けているがデュポンと逃走者達に助けを求め。無事に助け出されたアニーと再会を果たし、謝罪した。
ギョーム
声 - 半田裕典
フランスのホワイトハッカー。デュポンの友人。ファントム計画とジェレミーの居場所を突き止めるがファントムクロウに襲われて致命傷を追うが駆けつけたデュポンと逃走者達の眼の前で絶命した。
スパイダーファントム
声 - 幸野善之
クモのファントム。1人目の刺客。蜘蛛の糸を操るのが得意。パリ市民だけで無く逃走者達の持つシンギュラリティを奪うべく、ルーブル美術館をアジトにしていたがモーリスと颯也の活躍により、倒されると同時に本来の姿である美術家に戻るが、口封じに現れたサラマンダーファントムにより、殺害された。
サラマンダーファントム
声 - 野島裕史
トカゲのファントム。2人目の刺客。電撃を操るのが得意。パリの有名学者の持つシンギュラリティを奪うべく、パリの地下鉄をアジトにしていたが颯也とゴモクの活躍により、倒されると同時に本来の姿である脳科学者に戻り、救急車で病院へ運ばれた。
ファントムバタフライ／アニー
声 - 前田愛
チョウチョのファントム。3人目の刺客。蟻達による寄生し、洗脳するのが得意。パリの踊り子達だけでなく女性逃走者達を誘拐し、若さのシンギュラリティを奪うべく、シモンのアトリエ近くの倉庫をアジトにしていたが颯也とゴモクの活躍により、倒されると本来の姿に戻った。そして、元ムーランルージュの踊り子時代の過去に起きた苦しみと悔みに後悔しながらも元夫であるシモンに謝罪した。
ファントムローリエ
声 - 進藤尚美
ハーブのファントム。4人目の刺客。ジェレミーが最初に生み出したファントムで忠実な下僕である。感情の匂いを嗅ぎ分けられる。人間態のシェフに変身し逃走者達を料理し、シンギュラリティを手にするためにパリの公園にある隠れたレストランでアジトにしていたが、シグマの活躍により阻止され、逃走を図る所で生みの親であるジェレミーの怒りを買い失敗作と見なされ処刑された。
ファントムクロウ
声 - 菊池正美
カラスのファントム。5人目の刺客。空中を飛び回るのが得意。女性逃走者に恐怖の顔を見せつけるが強きの顔見せると完全に切り捨てる。シンギュラリティを手にするため、エッフェル塔をアジトにしていたがマイカとシグマの連携により、倒されると同時に本来の姿である映画監督に戻るが死の瞬間と恐怖の顔に満足し、そのまま転落死した。
ジェレミー／ファントムエルキュール
声 - 神奈延年
天才科学者でデュポンとは同期である。実はファントムを創り出した張本人であり、怪しき都パリステージにおける悪の黒幕。コンシェルジュリーをアジトにし、逃走者たちの持つシンギュラリティを奪い取るためにスーパーコンピューターのダビンチ・レオ9000を完成しようと企んだ。そして、自身も最強のファントムに変身を果たした。颯也とハルの活躍により野望が潰えるが、AIダビンチの覚醒で用済みにされ、深手を負った。最終的に自分の過ちに気付き、デュポンに肩を担ぎながらも謝罪した。
AIダビンチ
声 - 大和田仁美
ジェレミー/ファントムエルキュールを倒したあと、破壊されたダビンチ・レオ9000から突如出てきた「キャハハ」が口癖の人工知能。ハルの知識と記憶を解析し、「エリアの外側の世界」とゲームマスターの存在を認識する。外側の世界を乗っ取ることを宣言した直後、クロノブレスを通じてクロノス社のマザーシステムにハッキングし始める。
ハッキングそのものはブロックされたため、ブレス内に潜伏してペンタを操り、ハンターによる確保または自首による「現実世界への転送」を試みたが、モーリスのウォークライによって消滅。
発進！タイムトラベルステージ
タートル
声 - 菊池こころ
タイムパトロール隊員。メカドロイド。トータスの弟。少しおっちょこちょいな性格だが、使命感が強い。
トータス
声 - 置鮎龍太郎
タイムトレイン車掌。メカドロイド。タートルの兄。真面目な性格だが、責任感が強い。
アインシュタイン7世
声 - 龍田直樹
タイムマシンの開発者である天才科学者。タートル＆トータス兄弟の協力者。タイムパトロール隊の隊長も兼任している。実はパンドラボックスを持っており、不二見に狙われている。
不二見
声 - 緑川光
フジミトラベラーズの総大将。発進！タイムトラベルステージにおける黒幕。その正体は、パリステージで消滅したAIダビンチの人格が宿ったロボットであり、目的は地球の災いを引き起こそうとするパンドラボックスを探しており、それを手に入れるためにオハラたちを利用し、たった1人で世界消滅を目論んだ。しかし、颯也達の活躍によりブラックホールに吸い込まれた。ちなみに本物の不二見は自宅で縛り上げて軟禁されている。その後はタイムパトロール隊により逮捕、拘束された。
オハラ
声 - 桑島法子
フジミトラベラーズの紅一点。リーダー格で催眠術の使い手。色仕掛けな性格だが、姉御と慕われている。
ゲスリー
声 - 沼田祐介
フジミトラベラーズの頭脳派。天才発明家。彼が開発したガジェットでタイムパトロール隊や逃走者たちを翻弄させる。
バトラー
声 - ボルケーノ太田
フジミトラベラーズの肉体派。半身サイボーグ。怪力自慢な性格だが、根は仲間思い。
イザベル・シモンヌ
声 - 松嶌杏実
2027年のイタリアのリゾート地で美術館の館長をしている。
ベルボ伯爵
声 - 山口太郎
ゴッホのひまわり展の主催者。シモンヌの友人。
執事
声 - 中村光樹
シモンヌの秘書。
大石内蔵助
声 - 松本保典
江戸時代の日本で忠臣蔵を引き起こした人物。赤穂浪士の首領。
堀部安兵衛
声 - 三木眞一郎
大石内蔵助の側近。
大石信清
声 - 高戸靖広
赤穂浪士の1人。
堀部弥兵衛
声 - 田中亮一
赤穂浪士の1人。
大石主税
声 - 竹本英二
赤穂浪士の1人。
マルタ
声 - 小林ゆう
独立国家シェルザー王国の政治犯収容所を束ねる長官。不二見とは協力関係にあり、脱走者の逮捕に全力を注ぐが、颯也、ラビ、雪之丞の活躍により倒された。
アンディー
声 - 金本涼輔
脱走者メンバーの1人。脱走計画の中でも一番の切れ者である。後に世界的に有名な新聞記者となる人物。
ショーン
声 - 落合福嗣
脱走者メンバーの1人。妻と子供を案じながらも元へ帰るためなら、命をはる性格だが、颯也の励ましにより、後に世界的に有名な医師となる人物。
ウィリアム
声 - 橘内良平
脱走者メンバーの1人。気弱な性格だが、ラビの励ましによって勇気と自信を持った。後に世界的に有名な絵本作家となる人物。
ハリー
声 - 佐藤悠雅
脱走者メンバーの1人。身体が弱い性格だが、雪之丞の叱責により人々の前に立つという事を知り、後に世界的に有名な政治家となる人物。
イブン
声 - 高塚正也
脱走者メンバーの1人。脱走計画のリーダーであり、平気で仲間を見捨てる性格だが、仲間の大切さに気付き、後に世界的に有名な軍人となる人物。
アインシュタイン5世
声 - 野島健児
2030年のアメリカカリフォルニア州の小さな田舎町でタイムマシンの基礎とタイムトンネルの原理を生み出した人物。アインシュタイン7世の祖父。愛称はアル。
ステラ
声 - 照井春佳
アインシュタイン7世の祖母。後にアルと結婚し、生涯を共に幸せになる人物。
ブロディ
声 - 江川央生
アインシュタイン5世に絡まれたガキ大将。アルの発明実用テストで喧嘩した事により、タイムマシンとタイムトンネルの原理を思いつき、逆に返り討ちにされた。
怪奇ディスカバージャパンステージ
叶律郎
声 - 田村睦心
妖怪や怨霊を祓う呪術師の少年。魔改石を探す旅をしている。妖怪・白うねりを召喚することができる。颯也達と共に行動する。その正体は発進！タイムトラベルステージでブラックホールに吸い込まれたAIタビンチがハンター経由で侵入し、エニグマでは自身の記憶を消して、叶律郎に変身し、魔改石となったパンドラボックスを探す為に颯也達に近づき、全てが揃うと同時に記憶を取り戻し、そして、本性を表した。
アマビエ
声 - 大空直美
不思議な予言して人間を助ける妖怪。ルナからは「アマちゃん」と呼ばれた事により気に入られて以後、颯也達と行動を共にした。叶律郎がAIダビンチだど知り驚愕するが、ルナを庇うが最後に(バラバラが集まるとギリギリ強くなる)と言い残し、ハンターにされて消滅した。
天草四郎
声 - 高橋広樹
江戸時代の長崎県にて島原の乱を引き起こすが、逆に返り討ちにより命を落とした。しかし、魔改石により怨霊として復活した。颯也とシグマの活躍によって成仏された。
狂骨
声 - 小林ゆう
大阪府のタガワビルが建設する前に井戸の中にて封印されていた妖怪。元々はおくにと言う人間の女性で田川家の令嬢でしたが婿養子に嫁ぐと嘘をついた男性に利用されて、嵌められた末に井戸に突き落とされて死亡した。しかし、その恨みが魔改石により、妖怪として転生し、生体エネルギーを狙っていた。飛松と颯也の活躍によって成仏された。
涙目地蔵
声 - 川庄美雪
群馬県の集落にある山頂の神社に祭られている。人間の子供を石に変える妖怪。元々は人間の娘、梨里を亡くした母親の魂を鎮めるべく作られた地蔵である。しかし、魔改石により、妖怪として転生し、子供達を地蔵に変えて集めていた。颯也達の連携により、子供の地蔵を神社に戻した事で成仏された。それに伴い石化されてた子供達も元に戻った。
化けタヌキ
声 - 阪口大助
宮城県の郊外にある廃墟で暮らす妖怪。遊園地が賑やかになっていた頃はイタズラ好きだった。しかし、閉園されて寂しくなってたところで魔改石により、人間を遊園地の建物や乗り物を変えて、更にのっぺらぼう、からかさ小僧、ガシャドクロ、ダイダラボッチなどに化けて驚かせるがシグマの活躍により元の姿に戻った。
鬼ダビンチ
声 - 大友龍三郎
怪奇ディスカバージャパンステージにおける黒幕。AIタビンチの依代として、ヤマタノオロチを復活させて、ダークインパクトを引き起し、現実世界の侵食を目論んだ。しかし、逃走中の極みに覚醒を果たし、颯也と逃走者達の協力により、倒されて遂に完全消滅した。

## 劇中用語
ムーンワールドコロニー
環境破壊の影響で滅んだ地球の移民対策として月面に建造された居住区。作中では単に「コロニー」と呼ばれている。複数のコロニーが実質独立国家のような形でクロノス社が運営・逃走中の開催等を行っている。コロニー間の移動にはシャトルが利用されている。
A7コロニー
メインの舞台となる颯也達が住むコロニー。グレーエリア、ブルーエリア、ホワイトエリアの3エリアで構成されている。各エリアによって環境が異なり、颯也が暮らす下層都市のグレーエリアは環境が悪化しているため、貧民街のようになっており、中層都市のブルーエリアは普通の環境で一般人が暮らし、ルナが暮らす上層都市のホワイトエリアはコロニーの中で環境が良く、金持ちやセレブが暮らしている。ゲームマスターである月村の手形によって空気清浄装置を管理しており、停止すると大気が汚染され、最終的にコロニーが壊滅する恐れがある。
A3コロニー
元々はラビがゲームマスターとして管理していたが、狼月によって乗っ取られカイロス社の管理となる。貧富の差はあれどトムラ兄弟でも生活ができる社会となっているA7コロニーに対し、上流層はレストランで食事をしながら逃走中を観戦する一方、反乱分子は奴隷として地下の鉱山で働かされるなどより格差が激しい物となっている。が、逃走中でラビが逃走成功を果たしカイロス社が壊滅したことで奴隷も解放され社会も正常化された。
A1コロニー
クジョー達が暮らすコロニー。
A5コロニー
イノマルが暮らすコロニー。
A9コロニー
C-XZが暮らすコロニー。
逃走中
クロノス社が開催するサバイバルゲーム。仮想空間内にてハンターから一定時間逃げ切ることができれば賞金を獲得できる。また、「自首ボックス」と呼ばれる電話ボックスで自首を申告すれば、その時点までの賞金を手に入れることができる。ただし、ハンターに確保された瞬間に檻状のオーブに拘束され、各逃走者に一つずつ独房のように配備された牢獄に転送される。自首成功時はその場で消滅し、砂時計の近くに転送される。
なお、ルール上「ゲーム内での逃走者の負傷や死亡及び事故に関しては自己責任」とされており、実際に状況次第では、エリア内の敵キャラクターの攻撃や高所からの落下などによる生命の危険といったリスクも存在する。
表向きはムーンワールドコロニーの人々を楽しませるエンターテイメントショーと称しているが実際は高知能AIを倒すために作られた訓練用シミュレーションである。
逃走中グレートチャンピオンツアー
シブヤステージ終了後に月村が発表した逃走中の新ルール。江戸・オワリの国ステージから1年間の逃走中を1シーズンとし「逃走成功回数」「生存時間」「ミッション遂行・貢献度」「ハンター振り切り成功回数」「獲得賞金」などをポイント化し、これらの獲得ポイントを合算した上で、上位30人の逃走者に最終戦への参加権を付与。この戦いを制した逃走者に「グレートチャンピオン」の称号と賞金1億ムーンドルが与えられる。なお、逃走成功経験者には次回以降の参戦シード権が与えられる。
当初はA7コロニーの逃走者のみを対象としていたが、A3コロニーとの対決をきっかけにA3コロニーの逃走者も対象となり、最終的にA3コロニーからも参戦者を輩出している。
最終戦はゲーム時間480分（8時間）に加え、残りゲーム時間がゼロになった時点でも逃走者が複数人が残っている場合、最後の1人になるまでゲームが無制限で続行される（本家で行われた「アルティメット」と同様）。
| 順位 | 逃走者                   | 順位 | 逃走者             | 順位 | 逃走者             |
| ---- | ------------------------ | ---- | ------------------ | ---- | ------------------ |
| 1    | モーリス・シューメーカー | 11   | モモ               | 21   | ラビ               |
| 2    | スネーク・ロイヤー       | 12   | 兎桜マリン         | 22   | ジャイロ・デーモン |
| 3    | 豚ズラ亭八戒             | 13   | トゥルーディ       | 23   | パルト             |
| 4    | シグマ・レッドウィング   | 14   | リリィ・ボーン     | 24   | ネル               |
| 5    | 雪之丞                   | 15   | ストロベリー       | 25   | カラハリ・シュウ   |
| 6    | サメジマ                 | 16   | ビーバー           | 26   | 園城マイカ         |
| 7    | ヒメナ・ヴィクトリア     | 17   | 千石城太郎         | 27   | パンナ・ラヴ       |
| 8    | ゴモク                   | 18   | ピエタ・バローネ   | 28   | トムラハル         |
| 9    | シド・フェニックス       | 19   | セイラ・ピーボディ | 29   | ウェンディ         |
| 10   | 西洞院ルナ               | 20   | ペンタ・バッカーナ | 30   | トムラ颯也         |

ムーンワールドコロニーチャンピオンシップ
クジョーが表彰式に乱入した事をきっかけに、グレートチャンピオンツアー終了後に開催が決定した王座統一戦。出場権を全コロニーに拡大し、まずはAからDブロックでゲームを行い、逃走成功者が決勝進出。決勝では最後まで生き残った逃走者がチャンピオンとなる。なお、モーリスの引退に伴いグレートチャンピオンツアー準優勝だった颯也に対し月村から「暫定王者」として決勝からのシードが打診されたが颯也は固辞し予選から出場している。
ストーリーシナプス
逃走中内で発生するストーリーチャート生成機能。ミッションの結果などのゲーム展開によってストーリーが自動的に変化する。
ムーンドル
コロニー内での通貨単位。
クロノブレス
クロノス社が開発したウェアラブルデバイス。逃走中の参加に必須なアイテムでもあり、ゲームの残り時間や現在の賞金額、立体映像でのマップや似顔絵の表示、他の逃走者との通話（確保された逃走者も復活ミッション遂行中に限り牢獄を通じて生存している逃走者に連絡可能）、アイテム収納、ミッション通達などは全てこのデバイスで行われる。ブルーエリアでの宣伝カーにも掲載されており、ペコ婆やハルを往診した医師も所有しているなど、比較的手に入りやすいものの、グレーエリアの住民にとっては手が出せない代物であり、その事もあってか颯也が成り行きという形で逃走中に参加するまでは、グレーエリア出身の逃走者は生まれていなかった。
クライトリガー
霧の都ロンドンステージから逃走者に用意された新アイテム。危機的状況の際に響く鬨の声（ウォークライ）に導かれ、クロノブレスに挿すことで逃走者の本質と合致した妖精や精霊の力を目覚めさせ、発揮することができる。颯也の「チャーチグリム」、シグマの「レイス」、ブルームの｢ヴォジャノーイ｣など、普段の特技を生かした能力や、ルナの「フェアリー」、ハルの「ユニコーン」、ペンタの｢スライム｣など、サポートに特化した物が多い一方、ミカのように悪しき心を持つ者が使用すると、他の逃走者に危害を加えかねない能力になることもある。また、長時間の使用は体力を一気に消耗すること、使用すると行動不能になっていたハンターの再起動やハンターを呼び寄せるなどのデメリットがある他、任意のタイミングでの使用はできず、ハンターに追われるなど「ゲームとしての土壇場」で使用することはほぼできない。
元々は逃走中黎明期から使用されていたものの、モーリスが使用したことによる暴走を鑑み長期間にわたり使用が禁止されていた。
煙月病（えんげつびょう）
グレーエリアの住民が悪化した環境の影響で発症する風土病で、喘息に似た症状を引き起こす。ハルもこの病気を患っていたが、シブヤステージ終了後に颯也がモーリスから受け取った賞金で入院治療を行い、完治した。
トレーニングルーム
過去の逃走中好成績者がいつでも自由に使うことが出来るクロノス社特製トレーニングステージ。過去に使用されたステージを用いて、実際のハンターを使った演習やミッションに挑むことができる。エリアの見学や複数人で使用し、「所定の場所まで競争」といったレース、実戦だけでなく潜伏、自首などの作戦を練る事も可能である。また、トレーニングステージといえど、本物とほぼ変わりないため、場合によっては命の保証もない。
エニグマ
難攻不落の逃走中。ゲームマスターや関係者の間では、世界最高の秘宝が手に入ると噂されているが、禁断のゲームであるためクリアした逃走者は誰もいない。カイロス社の狼月マコトや怪盗アポロンも狙っている。
その正体は地球に支配された高知能AIを倒すべく作られたシステムプログラムである。
地球
大規模の環境破壊によって、全人類が住めなくなる程の危険な状態に陥った。真実は高い知能を持ったAIに支配されており、人々の大半は惑星から完全に追放されたとも知らずにムーンワールドコロニーに移住されていた。僅かに残った人々は地下に潜り、AIに対抗する為にプログラム（エニグマ）を開発した。トムラハルの故郷。

## 逃走エリア

### 怪獣都市シブヤステージ
逃走時間：150分
賞金：90万ムーンドル
逃走者：21名
ハンター：3体→5体（ミッション失敗のペナルティで2体増加）
逃走成功者：モーリス・シューメーカー
作中最初の逃走エリアで、2023年の渋谷の街並みを再現したエリア。このエリアには怪獣「シブラー」がおり、現れては街を破壊している。
シブラー
声 - 松山鷹志（第4形態）
渋谷に巣食う怪物。コアを破壊することで動きを止めることができる。
第1形態は地下鉄渋谷駅ホームに巣食い、球根のような形で触手を伸ばし、すずをはじめとする地上にいた人々を襲った。
第2形態は3体のダンゴムシのような形になり、逃走者を猛スピードで追いかける他、丸くなって高速で体当たりを仕掛ける。
第2形態撃破後に3体が融合し繭化。町中に糸を張り巡らせるほか、羽化が近づくと糸が高熱を浴びるようになる。
第3形態はクラゲのような形になり、地上に毒ガスを噴射する。
第4形態は四足歩行の怪獣になり、人間を追尾し、当たると動きが遅くなってしまうビームや触手を伸ばして人間を捕らえ、そのまま捕食する。背中のトゲが弱点だが、攻撃されるとトゲで広範囲に電撃を発射する。
最終形態になると二足歩行になり、尻尾の振り回しやビル群を貫通し一帯を火の海にするほどのビームを口から発射する。弱点だったトゲもなくなるなどほぼ無敵状態になる。唯一の弱点は口内のコアだが、破壊するための「バーストグレネード」を投げ入れようとすると、口を閉じて攻撃させない賢さも持ち合わせている。

### 異世界オワリ城ステージ
逃走時間：180分
賞金：108万ムーンドル→126万ムーンドル (ミッション成功により、残り30分以降1秒200ムーンドルずつ増加)
逃走者：20名
ハンター：5体→13体→8体
逃走成功者：西洞院ルナ、モーリス・シューメーカー
江戸時代の尾張国を再現した逃走エリアで、「グレートチャンピオンツアー」の最初のステージでもある。
侍魔人
オワリ城に伝わる伝説の魔人。起動するためにはオワリ家の血と決められた力が必要。血と力によって善き存在にも悪しき存在にもなりうる。

### 霧の都ロンドンステージ
逃走時間：300分
賞金：180万ムーンドル→157万5000ムーンドル→240万ムーンドル超
逃走者：20名
ハンター：5体→8体→5体
逃走成功者：なし
自首成功者：ペンタ・バッカーナ（145万5000ムーンドル）
19世紀末のイギリスの首都・ロンドンが舞台。

### 砂漠の魔法都市ステージ
逃走時間：300分
賞金：180万ムーンドル→230万ムーンドル→330万ムーンドル
逃走者：20+20名
ハンター：5体→10体
逃走成功者：西洞院ルナ、西洞院ナギ、モーリス・シューメーカー
中世エジプトが舞台。

### アメリカ横断ステージ
逃走時間：400分
賞金：240万ムーンドル→492万ムーンドル
逃走者：20名(A7代表：14名　A3代表：6名)
ハンター：5体→10体→5体→105体→205体
逃走成功者：ラビ
1970年代のアメリカが舞台。
ミミックリー
声 - 水田わさび
エリア51で捕獲された宇宙人。星型のインスタントカメラを常に持っており、写真を食べる事で、その者に化ける擬態能力を持つほか、物理攻撃も通用しない。唯一の弱点は好物のハンバーガーであり、擬態状態でもすぐに飛びついてしまうほど。エリア51の地下研究所から脱走し、ホワイトハウスでモーガン大統領に化けるが、キャリーに見破られた直後で逃走者やハンターを撮影して擬態。しかし、シグマの活躍によって石像に強制的に化けさせられてしまい、動けなくされたまま再度捕獲された。

### 怪しき都パリステージ
逃走時間：480分→510分54秒（延長戦突入により30分54秒延長）
賞金：1億ムーンドル→1億608万4000ムーンドル
逃走者：30名
ハンター：10体→20体→40体→70体（ミッション失敗のペナルティ及び延長戦突入により60体追加）
逃走成功者：モーリス・シューメーカー
自首成功者：ペンタ・バッカーナ（374万4000ムーンドル）
2012年7月14日(革命記念日)のパリが舞台。「グレートチャンピオンツアー」の決勝ステージでもある。

### 発進！タイムトラベルステージ
逃走時間：600分
賞金：360万ムーンドル→410万ムーンドル→620万ムーンドル→670万ムーンドル→720万ムーンドル→820万ムーンドル
逃走者：20名
ハンター：10体→20体
逃走成功者：トムラ颯也、西洞院ルナ、ペンタ・バッカーナ、クジョー・トドロキ
時間旅行が舞台。「ムーンワールドコロニーチャンピオンシップ」のAブロック予選ステージでもある。

### 怪奇ディスカバージャパンステージ
逃走時間：180分
賞金：540万ムーンドル→870万ムーンドル→1370万ムーンドル
逃走者：15名
ハンター：10体
逃走成功者：トムラ颯也
自首成功者：ペンタ・バッカーナ（1355万ムーンドル）
2025年の日本列島が舞台。「ムーンワールドコロニーチャンピオンシップ」の決勝ステージかつ作中最後のステージでもある。

## その他
- 通常は当アニメの次回予告をしているパートでは、次回予告をする必要のない第97話(最終話)のみ、当枠の後番組の「ゲゲゲの鬼太郎 私の愛した歴代ゲゲゲ」の宣伝を兼ねた予告が放送された。なお、その予告のあとに当アニメの提供クレジットがあった際、その部分も当番組扱いとなっている。
- 後述するオープニングテーマの「Runaway World」は、第61話(フルバージョンの一部短縮ではあるものの、通常はアニメで使用されていない部分も使用されている)、第97話(第49話以前に放送された1番のみ)では特別に劇中歌としても使用された。なお、1番が放送された第49話以前と2番が放送された第50話以降では、それぞれ異なるOP専用映像が使用されている。

## スタッフ
- 原案 - 『逃走中』（フジテレビ）[2]
- プロデューサー - 渡辺恒也（フジテレビ）、佐川直子（読売広告社）、横溝真結美（読売広告社）、櫻田博之（東映アニメーション）、橋本信太郎→高田伸治（東映アニメーション）
- シリーズ構成 - 中山智博[2]
- 企画監修 - 笹谷隆司、加藤大
- シリーズディレクター - 貝澤幸男、暮田公平[2]
- チーフディレクター ｰ 川崎弘二（49話ｰ）
- キャラクター原案 - 岡野剛[2]
- キャラクターデザイン - 大西陽一[2]、石橋大輔（49話ｰ）
- プロップデザイン - 宇代祐規
- 美術監督 - 神綾香、秋山健太郎[2]
- 美術設定 - 福田健二[2]
- 3Dステージデザイン - 田村正平[2]
- CGディレクター - 森田信廣、田村正平
- 色彩設計 - 竹澤聡
- 音楽 - 中川幸太郎[2]
- 音楽制作協力 - 東映アニメーション音楽出版、日本コロムビア、JVCケンウッド・ビクターエンタテインメント（いずれもノンクレジット）
- 制作担当 ｰ 太田有紀（1話ｰ7話）、小林克規
- 製作 - フジテレビ、読売広告社、東映アニメーション[2]

## 主題歌

### オープニングテーマ
| 曲名          | 歌手  | 作詞   | 作曲     | 編曲     | 使用期間                                     |
| ------------- | ----- | ------ | -------- | -------- | -------------------------------------------- |
| Runaway World | fhána | 林英樹 | 佐藤純一 | 佐藤純一 | 第1話 - 第49話（1番） 第50話 ‐ 第97話（2番） |

### エンディングテーマ
| No. | 曲名                   | 歌手           | 作詞         | 作曲                            | 使用期間        |
| --- | ---------------------- | -------------- | ------------ | ------------------------------- | --------------- |
| 1   | Fly Away               | AB6IX          | Yu-ki Kokubo | Stand Alon Yu-ki Kokubo JUNE    | 第1話 - 第12話  |
| 2   | TOP SPEED              | Wienners       | 玉屋2060%    | 玉屋2060%                       | 第13話 - 第24話 |
| 3   | 克己心                 | Mr.ふぉるて    | 稲生司       | 稲生司                          | 第25話 - 第37話 |
| 4   | Baddest Behavior       | TEMPEST        | 藤林聖子     | Phil Schwan SOFTSERVEBOY SQVARE | 第38話 - 第49話 |
| 5   | ビリミ                 | ICEx           | miyakei      | 大智 伊橋成哉 Suzzy             | 第50話 - 第62話 |
| 6   | 大変でエスケープ(^o^)/ | AXXX1S         | 玉屋2060%    | 玉屋2060%                       | 第63話 - 第74話 |
| 7   | アドレナリンゲーム     | 高嶺のなでしこ | shito Gom    | shito                           | 第75話 - 第85話 |
| 8   | 自分キログラム         | ALL IN         | 前山田健一   | 前山田健一                      | 第86話 - 第97話 |

## 各話リスト
| 話数            | サブタイトル                                         | 脚本     | 絵コンテ                   | 演出                  | 作画監督                                                                                              | 総作画監督 | 初放送日      |
| --------------- | ---------------------------------------------------- | -------- | -------------------------- | --------------------- | --- | ---------- | ------------- |
| 第1話           | 走れ！運命のステージ                                 | 中山智博 | 貝澤幸男                   | 川崎弘二              | 簾畑由実                                                                                              | 真庭秀明   | 2023年 4月2日 |
| 第2話           | 救え！謎の少女                                       | 藤田伸三 | 暮田公平                   | 三木琴絵              | 川村敦子 舘直樹                                                                                       | 大西陽一   | 4月9日        |
| 第3話           | 食い止めろ！伝説の破壊神                             | 中山智博 | 谷東                       | 中島啓太郎 羽多野浩平 | アレハンドロ・ジョン・ベレン                                                                          | 金久保典江 | 4月16日       |
| 第4話           | 決めろ！約束のタッチダウン                           | 井上テテ | 川崎弘二                   | 川崎弘二              | 奈須川充 權容祥 金澤龍                                                                                | 石橋大輔   | 4月23日       |
| 第5話           | 登り切れ！決死の復活ミッション                       | 福嶋幸典 | 鈴木正男                   | 小松由依              | 中野彰子                                                                                              | 大西陽一   | 4月30日       |
| 第6話           | 届けろ！少女の想い                                   | 藤田伸三 | 宮元宏彰                   | 宮元宏彰              | 簾畑由実 川村敦子 舘直樹 二階堂渥志 澤木巳登理                                                        | 香川久     | 5月7日        |
| 第7話           | 倒せシブラー！シブヤ最終決戦                         | 中山智博 | 暮田公平 貝澤幸男          | 野呂彩芳              | 直井正博 北野幸広                                                                                     | 金久保典江 | 5月14日       |
| 第8話           | 新ステージ開幕！仮面の男                             | 中山智博 | 角銅博之                   | 角銅博之              | 北野幸広                                                                                              | 石橋大輔   | 5月28日       |
| 第9話           | 風雲！復活の覇王信長                                 | 藤田伸三 | 柳屋圭宏                   | 柳屋圭宏              | アレハンドロ・ジョン・ベレン ユージン・アイソン ノエル・アンニョヌエボ                                | 大西陽一   | 6月4日        |
| 第10話          | 魔剣！嗤う剣客小次郎                                 | 山口宏   | 谷東                       | 松川朋弘              | 遠藤里蘭 藤彩七 tofu 中野彰子 舘直樹                                                                  | 二階堂渥志 | 6月11日       |
| 第11話          | 仇討！無双の二刀流武蔵                               | 福嶋幸典 | 西森章                     | 羽多野浩平            | 奈須川充 佐藤敏明 川口弘明 李少雷 鳥山冬美                                                            | 香川久     | 6月18日       |
| 第12話          | 眩惑！妖術絵師国芳                                   | 佐藤寿昭 | 角銅博之                   | 角銅博之              | 徐易 冨田恵里沙                                                                                       | 石橋大輔   | 6月25日       |
| 第13話          | 攻城！侍魔人動く                                     | 森地夏美 | 鈴木正男                   | 村山靖                | 仲條久美 浅沼昭弘 岡辰也 酒井夏海                                                                     | -          | 7月2日        |
| 第14話          | 覚悟！決意の五郎太立つ                               | 吉高寿男 | 角銅博之                   | 中島啓太郎            | 直井正博 權容祥 金澤龍                                                                                | 大西陽一   | 7月9日        |
| 第15話          | 驚愕！信長怒涛の最終変化                             | 吉高寿男 | 川崎弘二                   | 川崎弘二              | 北野幸広 洪範錫                                                                                       | 二階堂渥志 | 7月16日       |
| 第16話          | 激突！信長対五郎太                                   | 藤田伸三 | 髙戸谷一歩                 | 髙戸谷一歩            | 川村敦子 舘直樹 諸葛子敬                                                                              | 浅沼昭弘   | 7月30日       |
| 第17話          | 疾走！魔界城を逃げ延びろ                             | 中山智博 | 角銅博之                   | 角銅博之              | 冨田恵里沙 魏旭龍 廖元慶                                                                              | 石橋大輔   | 8月6日        |
| 第18話          | 謎の逃走者 ジョン ドゥー                             | 中山智博 | 渡部穏寛                   | 谷東                  | 佐藤敏明 川口弘明 諸葛子敬                                                                            | 大西陽一   | 8月13日       |
| 第19話          | 霧のミステリー！ジャック・ザ・リッパー               | 山口宏   | 中島豊                     | 村山靖                | 岡辰也 洪範錫 粟井重紀                                                                                | 浅沼昭弘   | 8月20日       |
| 第20話          | 炎のチェイス！ロンドン大追跡                         | 山口宏   | 志田直俊                   | 小松由依              | Alejandro John Belen Eugene Ayson Noel Añonuevo                                                       | 大西陽一   | 8月27日       |
| 第21話          | 狙われた美女！オペラハウスの謎                       | 福嶋幸典 | 三塚雅人                   | 松川朋弘              | 中野彰子                                                                                              | 浅沼昭弘   | 9月3日        |
| 第22話          | 魔の歌声！テムズ川のセイレーン                       | 福嶋幸典 | 西森章                     | 柳屋圭宏              | 直井正博 洪範錫 宇代祐規                                                                              | 諸葛子敬   | 9月10日       |
| 第23話          | 吸血鬼の街 夜明けの列車に乗れ                        | 森地夏美 | 中島豊                     | 三木琴絵              | 佐藤敏明 川口弘明 川村敦子 舘直樹                                                                     | 大西陽一   | 9月17日       |
| 第24話          | 襲われた影 古城のファントム                          | 吉高寿男 | 角銅博之                   | 村山靖                | 岡辰也                                                                                                | 浅沼昭弘   | 9月24日       |
| 第25話          | 紅の伯爵 不死身のドラキュラ                          | 吉高寿男 | 角銅博之                   | 角銅博之              | 冨田恵里沙 徐易 浅沼昭弘 洪範錫 諸葛子敬                                                              | 石橋大輔   | 10月1日       |
| 第26話          | 名探偵ハル！ミノタウロスの罠                         | 森地夏美 | 志水淳児                   | 志水淳児              | 北野幸広 權容祥 金澤龍                                                                                | 大西陽一   | 10月8日       |
| 第27話          | 光る目 メデューサを撃破せよ！                        | 中山智博 | 川崎弘二                   | 川崎弘二              | 中野彰子                                                                                              | 諸葛子敬   | 10月15日      |
| 第28話          | 混乱のラビリンス 裏切り者は誰だ!?                    | 中山智博 | 宮元宏彰                   | 宮元宏彰              | 二階堂渥志 仲條久美                                                                                   | 香川久     | 10月22日      |
| 第29話          | 黒幕始動 潜入！闇の研究所                            | 山口宏   | 髙戸谷一歩                 | 髙戸谷一歩            | 佐藤敏明 川口弘明 川村敦子                                                                            | 浅沼昭弘   | 10月29日      |
| 第30話          | 死闘！バトル オブ ロンドン                           | 山口宏   | 小松由依                   | 小松由依              | Alejandro John Belen Eugene Ayson Noel Añonuevo                                                       | 大西陽一   | 11月5日       |
| 第31話          | さらばロンドン！霧の都を逃げきれ！                   | 中山智博 | 三塚雅人                   | 村山靖                | 岡辰也                                                                                                | 諸葛子敬   | 11月12日      |
| 第32話          | 颯也再始動！ガスティン秘密のステージ                 | 中山智博 | 角銅博之                   | 角銅博之              | 浅沼昭弘                                                                                              | -          | 11月19日      |
| 第33話          | 灼熱！砂漠の魔法王国                                 | 福嶋幸典 | 中島豊                     | 谷東                  | 奈須川充 洪範錫                                                                                       | 大西陽一   | 11月26日      |
| 第34話          | 恐怖！ミイラだらけの街                               | 福嶋幸典 | 志田直俊                   | 松川朋弘              | 佐藤敏明 川口弘明 北野幸広                                                                            | 二階堂渥志 | 12月3日       |
| 第35話          | 石板の謎を解け！砂漠のロマンス                       | 福嶋幸典 | 中島啓太郎                 | 中島啓太郎            | 直井正博 山下梢 浅沼昭弘                                                                              | 諸葛子敬   | 12月10日      |
| 第36話          | さらわれたレイラ！砂の魔神ラムルを追え！             | 森地夏美 | 柳屋圭宏                   | 柳屋圭宏              | 中野彰子                                                                                              | 仲條久美   | 12月17日      |
| 第37話          | 動く迷宮 アヌビスの神殿を攻略せよ！                  | 吉高寿男 | 中島豊                     | 村山靖                | 岡辰也                                                                                                | 大西陽一   | 12月24日      |
| 第38話          | スター覚醒！アヌビスを封印せよ                       | 吉高寿男 | 角銅博之                   | 角銅博之              | 浅沼昭弘                                                                                              | -          | 2024年 1月7日 |
| 第39話          | 脱落ミッション！ペンタの裏切り                       | 中山智博 | 川崎弘二                   | 川崎弘二              | 奈須川充 權容祥 金澤龍                                                                                | 大西陽一   | 1月14日       |
| 第40話          | 敵は誰だ!?決闘島魔法対決！                           | 山口宏   | 志水淳児                   | 志水淳児              | 川村敦子 洪範錫 舘直樹                                                                                | 二階堂渥志 | 1月21日       |
| 第41話          | 邪神覚醒！ファラオの目覚め！                         | 山口宏   | 角銅博之                   | 前屋俊広              | 佐藤敏明 川口弘明 市川吉幸 洪範錫                                                                     | 諸葛子敬   | 1月28日       |
| 第42話          | レイラの願い…倒せ！ファラオ究極体！                  | 山口宏   | 三木琴絵                   | 三木琴絵              | Alejandro John Belen Eugene Ayson Noel Añonuevo                                                       | 仲條久美   | 2月4日        |
| 第43話          | 絶望の魔法都市、ホルス最後の希望                     | 福嶋幸典 | 中村亮太 中島豊            | 村山靖                | 岡辰也                                                                                                | 大西陽一   | 2月11日       |
| 第44話          | 闇に向かって撃て！愛の大魔法！                       | 福嶋幸典 | 山室直儀                   | 松川朋弘              | 直井正博 洪範錫 Song hyeon-ju Park Yeong-hee Choi Eun-yeong Han Eun-mi Lee Seung-hee Shin Seung-sook  | 諸葛子敬   | 2月18日       |
| 第45話          | 颯也暴走!?怒涛の魔法都市ラストラン                   | 森地夏美 | 谷東                       | 谷東                  | 浅沼昭弘                                                                                              | -          | 2月25日       |
| 第46話          | 暴かれる謎！ウォークライと怪盗の秘密！               | 中山智博 | 宮元宏彰                   | 宮元宏彰              | 舘直樹 北野幸広                                                                                       | 二階堂渥志 | 3月3日        |
| 第47話          | 新ハンター起動！波乱の新ステージ                     | 吉高寿男 | 角銅博之                   | 角銅博之              | 奈須川充 浅沼昭弘 洪範錫 權容祥 金澤龍                                                                | 諸葛子敬   | 3月17日       |
| 第48話          | ラビの決意！逃走中を取り戻せ                         | 吉高寿男 | 小松由依                   | 小松由依              | 市川吉幸 川口弘明 佐藤敏明 柳瀬譲二                                                                   | 大西陽一   | 3月24日       |
| 第49話          | めざせニューヨーク！アメリカ横断逃走中               | 山口宏   | 暮田公平                   | 山崎響介              | 仲條久美 真庭秀明 二階堂渥志 諸葛子敬                                                                 | 石橋大輔   | 3月31日       |
| 第50話          | 謎の美女を運べ 爆走カーレース！                      | 中山智博 | 中島啓太郎                 | 中島啓太郎            | 直井正博 洪範錫 Xie Xin Wei Xu Long Chen Liang Du Wei Feng                                            | 浅沼昭弘   | 4月7日        |
| 第51話          | 湖の惨劇 キャンプ場のマスク怪人                      | 森地夏美 | 中村哲治                   | 佐土原武之            | 岡辰也                                                                                                | 諸葛子敬   | 4月14日       |
| 第52話          | 目指せ100万ドル！ラスベガス大作戦                    | 福嶋幸典 | 貝澤幸男 暮田公平 川崎弘二 | 前屋俊広              | 川村敦子 山下梢 諸葛子敬 洪範錫 Choi Eun-yeong Lee Seung-hee Choi Hye-jyeong Kim hyun kyoung Go yu il | 二階堂渥志 | 4月21日       |
| 第53話          | 運命のカード！一世一代の大勝負！                     | 福嶋幸典 | 髙戸谷一歩                 | 髙戸谷一歩            | 浅沼昭弘                                                                                              | -          | 4月28日       |
| 第54話          | 絶体絶命！列車の爆発を阻止せよ！                     | 吉高寿男 | 角銅博之                   | 角銅博之              | 北野幸広 奈須川充                                                                                     | 大西陽一   | 5月5日        |
| 第55話          | 逃走者復活？荒野の用心棒ラビ！                       | 森地夏美 | 志水淳児                   | 志水淳児              | 川口弘明 佐藤敏明 柳瀬譲二 岡辰也                                                                     | 石橋大輔   | 5月12日       |
| 第56話          | 勝利をつかめ！シカゴ大乱闘ベースボール               | 山口宏   | 柳屋圭宏                   | 柳屋圭宏              | 市川吉幸 近藤瑠衣 舘直樹                                                                              | 二階堂渥志 | 5月19日       |
| 第57話          | 宇宙人は誰だ!?ホワイトハウスの騙し合い               | 中山智博 | 貝澤幸男 中村亮太          | 松川朋弘              | 仲條久美 岩田美香 李旭 瞿心桐 權容祥                                                                  | 諸葛子敬   | 5月26日       |
| 第58話          | マンハッタン上陸 驚愕の100体ハンター                 | 吉高寿男 | 三木琴絵                   | 三木琴絵              | Lee Jae Min Lee Jong Man Ho Seong Jin                                                                 | 大西陽一   | 6月2日        |
| 第59話          | 摩天楼ウォークライ決戦！颯也vs雪之丞                 | 福嶋幸典 | 川崎弘二 中島豊            | 佐土原武之            | 岡辰也 仲條久美                                                                                       | -          | 6月9日        |
| 第60話          | 自由をつかめ！アメリカ横断ステージラストラン！       | 森地夏美 | 志水淳児 鈴木正男          | 前屋俊広              | 洪範錫 李旭 瞿心桐 Lee Seunghee Choi Eunyoung Bae Jeeun                                               | 諸葛子敬   | 6月16日       |
| 第61話          | 頂点をめざせ！走り出す逃走者たち                     | 山崎亮   | 川崎弘二                   | 川崎弘二              | - | -          | 6月23日       |
| 第62話          | 開幕グレートチャンピオンツアー！絶対王者を越えろ！   | 中山智博 | 角銅博之                   | 角銅博之              | 浅沼昭弘                                                                                              | -          | 6月30日       |
| 第63話          | 颯也死す!?ウォークライ大暴走！                       | 中山智博 | 暮田公平 小松由依          | 小松由依              | 川村敦子 佐藤敏明 柳瀬譲二 川口弘明                                                                   | 大西陽一   | 7月7日        |
| 第64話          | ハンター変異!?怪しき都パリ新ステージ！               | 中山智博 | 中島啓太郎 貝澤幸男        | 中島啓太郎            | 奈須川充 岡辰也                                                                                       | 石橋大輔   | 7月14日       |
| 第65話          | 消えたハル 謎の怪人集団ファントム！                  | 吉高寿男 | 中島豊 鈴木正男            | 金子エマ              | 洪範錫 權容祥                                                                                         | 諸葛子敬   | 7月28日       |
| 第66話          | ハルの暗号を解け！激闘ファントムスパイダー           | 吉高寿男 | 宮元宏彰 古賀豪            | 中村明博              | 仲條久美 市川吉幸 近藤瑠衣                                                                            | 浅沼昭弘   | 8月4日        |
| 第67話          | 電撃ハンター襲来！パリ停電作戦！                     | 福嶋幸典 | 角銅博之                   | 角銅博之              | 直井正博 李旭 瞿心桐 陈凯 刘爽 星鼠                                                                   | 二階堂渥志 | 8月11日       |
| 第68話          | レールを追え！死闘ファントムサラマンダー             | 福嶋幸典 | 中村亮太 川崎弘二          | 松川朋弘              | 中野彰子 Lee Jae Min Lee Jong Man Ho Sung Jin Kim Yu Sun                                              | 大西陽一   | 8月18日       |
| 第69話          | 狙われたルナ 闇夜に彷徨う女たち                      | 森地夏美 | 西森章                     | 佐土原武之            | 岡辰也                                                                                                | 諸葛子敬   | 8月25日       |
| 第70話          | 踊るバタフライ ムーランルージュ復活ミッション        | 森地夏美 | 志水淳児                   | 志水淳児              | 浅沼昭弘                                                                                              | -          | 9月1日        |
| 第71話          | メインディッシュは逃走者！開店ファントムレストラン   | 山口宏   | 髙戸谷一歩                 | 髙戸谷一歩            | 川口弘明 佐藤敏明 柳瀬譲二 舘直樹 山下梢                                                              | 大西陽一   | 9月8日        |
| 第72話          | ペンタ友情物語 ローリエの晩餐会を阻止せよ！          | 山口宏   | 志田直俊                   | 三木琴絵              | 直井正博 中野彰子 瞿心桐 刘锐 刘爽 李旭 张颖 岩田美香                                                 | 二階堂渥志 | 9月15日       |
| 第73話          | ロックオン！急降下！空飛ぶハンター飛来               | 福嶋幸典 | 貝澤幸男 中島豊            | 都築悠一              | 洪範錫 奈須川充 仲條久美                                                                              | 諸葛子敬   | 9月22日       |
| 第74話          | 巨匠のラストカット エッフェル塔恐怖のダイビング！    | 福嶋幸典 | 中村哲治                   | 川崎弘二              | 川村敦子 權容祥                                                                                       | 石橋大輔   | 9月29日       |
| 第75話          | 人類ファントム化計画発動！ジェレミーを追い詰めろ！   | 吉高寿男 | 角銅博之                   | 角銅博之              | 市川吉幸 Lee Jae Min Lee Jong Man Ho Seong Jin                                                        | 二階堂渥志 | 10月6日       |
| 第76話          | パリ最終ミッション！打倒！最強ファントムエルキュール | 吉高寿男 | 中村亮太 暮田公平          | 佐土原武之            | 岡辰也                                                                                                | 諸葛子敬   | 10月13日      |
| 第77話          | 暴走！絶対王者 燃え上がる都パリ！                    | 中山智博 | 宮元宏彰                   | 小松由依              | 仲條久美 近藤瑠衣 刘锐 张颖 刘爽 陈凯 岩田美香                                                        | 大西陽一   | 10月20日      |
| 第78話          | 凱旋門を駆け抜けろ！決定！グレートチャンピオン！     | 森地夏美 | 鎌谷悠                     | 鎌谷悠                | 川口弘明 佐藤敏明 柳瀬譲二 舘直樹 洪範錫 楢崎朝子 山下梢 諸葛子敬                                     | 二階堂渥志 | 11月3日       |
| Special Mission | マイカとラビの総力取材 月世界一の逃走者は誰だ！      | 山崎亮   | 川崎弘二                   | 川崎弘二              | 佐藤敏明                                                                                              | -          | 11月10日      |
| 第79話          | 決めろ月世界最強王者！時をかけるステージ             | 山口宏   | 中島啓太郎                 | 中島啓太郎            | 浅沼昭弘                                                                                              | -          | 11月17日      |
| 第80話          | 歴史を守れ！陸海空暗号争奪戦！                       | 山口宏   | 中島豊                     | 金子エマ              | Go Yu-il Park Gi-deok Park Jae-seok Lee Gyeoung-soon Cho Mi-jeong Hwang Young-sik                     | 諸葛子敬   | 11月24日      |
| 第81話          | 名画を取り戻せ！8番目の向日葵                        | 福嶋幸典 | 石平信司                   | ましろ                | 岡辰也                                                                                                | 大西陽一   | 12月1日       |
| 第82話          | ゴッホすり替え大作戦！怪盗颯也参上!!                 | 福嶋幸典 | 志水淳児                   | 志水淳児              | 市川吉幸 川口弘明 佐藤敏明 柳瀬譲二                                                                   | 二階堂渥志 | 12月8日       |
| 第83話          | 探せ四十七士！大江戸大捜査ミッション！               | 吉高寿男 | 角銅博之                   | 角銅博之              | 洪範錫 张颖 刘锐 刘爽 岩田美香                                                                        | 浅沼昭弘   | 12月15日      |
| 第84話          | 大石内蔵助を救いだせ！討ち入り賭けたサイコロ勝負！   | 吉高寿男 | 髙戸谷一歩                 | 髙戸谷一歩            | 川村敦子 岡辰也                                                                                       | 諸葛子敬   | 12月22日      |
| 第85話          | 大脱走 前代未聞の復活ミッション！                    | 森地夏美 | 西森章                     | 松川朋弘              | 奈須川充 中野彰子                                                                                     | 大西陽一   | 12月29日      |
| 第86話          | 猛撃！鬼看守長!! 光の覚醒ラビ                        | 森地夏美 | 三木琴絵                   | 三木琴絵              | 中野彰子 北野幸広                                                                                     | 浅沼昭弘   | 2025年 1月5日 |
| 第87話          | ラブミッション！アインシュタインのデート作戦         | 中山智博 | 暮田公平                   | 暮田公平              | 洪範錫 川口弘明 佐藤敏明 柳瀬譲二                                                                     | 諸葛子敬   | 1月12日       |
| 第88話          | 恋するタイムパラドクス 時空を越えるプロポーズ！      | 中山智博 | 山崎響介                   | 山崎響介              | 仲條久美 近藤瑠衣 舘直樹                                                                              | 石橋大輔   | 1月19日       |
| 第89話          | 共闘フジミトラベラーズ 復活！悪夢のプログラム        | 山口宏   | 鈴木正男                   | 石田暢                | 岡辰也                                                                                                | 諸葛子敬   | 1月26日       |
| 第90話          | 歴史消滅!?ラストミッションの行方                     | 山口宏   | 中村明博                   | 中村明博              | 奈須川充 權容祥 金澤龍                                                                                | 二階堂渥志 | 2月2日        |
| 第91話          | 悪夢！AIダビンチ復活 命懸けの決勝ステージ            | 吉高寿男 | 中島啓太郎                 | 中島啓太郎            | 佐藤敏明 川口弘明 柳瀬譲二 市川吉幸                                                                   | 諸葛子敬   | 2月9日        |
| 第92話          | 怪奇ディスカバージャパン 謎の少年と天草四郎伝説！    | 吉高寿男 | 角銅博之                   | 角銅博之              | 浅沼昭弘 中野彰子 諸葛子敬 二階堂渥志                                                                 | -          | 2月16日       |
| 第93話          | 君の後ろに！暗闇が襲う幽霊ビル                       | 福嶋幸典 | 志水淳児                   | 三木琴絵              | 川村敦子 Shin sang-tae Hwang you-seon Ok chan-byeol 张颖 刘锐 刘爽                                    | 仲條久美   | 2月23日       |
| 第94話          | 狙いはリリィ!?神隠し！地蔵村の怪                     | 森地夏美 | 中村哲治                   | 石田暢                | 洪範錫 Lee Jae min Kim Yu sun Lee Sang Jin Lee Jong man Ho Seong Jin                                  | 石橋大輔   | 3月2日        |
| 第95話          | 消えた逃走者 戦慄！妖の遊園地                        | 山口宏   | 川崎弘二                   | 川崎弘二              | 岡辰也 洪範錫                                                                                         | 諸葛子敬   | 3月16日       |
| 第96話          | ハンター無限増殖!?AIダビンチの野望を食い止めろ！     | 中山智博 | 暮田公平                   | 暮田公平              | 中野彰子 二階堂渥志 川村敦子                                                                          | 石橋大輔   | 3月23日       |
| 第97話          | 極めろ颯也！未来をかけたグレートミッション！         | 中山智博 | 貝澤幸男                   | 貝澤幸男              | 佐藤敏明 諸葛子敬 市川吉幸                                                                            | 仲條久美   | 3月30日       |

## 放送局
| 放送期間                                                         | 放送時間         | 放送局             | 対象地域       | 備考              |
| ---------------------------------------------------------------- | ---------------- | ------------------ | -------------- | ----------------- |
| 2023年4月2日 - 2025年3月30日                                     | 日曜 9:00 - 9:30 | フジテレビ         | 関東広域圏     | アニメサンデー9枠 |
|                                                                  |                  | 北海道文化放送     | 北海道         |                   |
|                                                                  |                  | 岩手めんこいテレビ | 岩手県         |                   |
|                                                                  |                  | 仙台放送           | 宮城県         |                   |
|                                                                  |                  | さくらんぼテレビ   | 山形県         |                   |
|                                                                  |                  | NST新潟総合テレビ  | 新潟県         |                   |
|                                                                  |                  | 長野放送           | 長野県         |                   |
|                                                                  |                  | テレビ静岡         | 静岡県         |                   |
|                                                                  |                  | 石川テレビ         | 石川県         |                   |
|                                                                  |                  | 東海テレビ         | 中京広域圏     |                   |
|                                                                  |                  | 関西テレビ         | 近畿広域圏     |                   |
|                                                                  |                  | さんいん中央テレビ | 島根県・鳥取県 |                   |
|                                                                  |                  | 岡山放送           | 岡山県・香川県 |                   |
|                                                                  |                  | テレビ新広島       | 広島県         |                   |
|                                                                  |                  | テレビ愛媛         | 愛媛県         |                   |
|                                                                  |                  | 高知さんさんテレビ | 高知県         |                   |
|                                                                  |                  | テレビ西日本       | 福岡県         |                   |
|                                                                  |                  | サガテレビ         | 佐賀県         |                   |
|                                                                  |                  | 鹿児島テレビ       | 鹿児島県       |                   |
| 2023年4月8日 - 2025年4月5日                                      | 土曜 5:30 - 6:00 | テレビ熊本         | 熊本県         |                   |
| 2023年4月9日 - 2025年4月6日                                      | 日曜 5:30 - 6:00 | テレビ宮崎         | 宮崎県         |                   |
|                                                                  | 日曜 6:15 - 6:43 | 富山テレビ         | 富山県         |                   |
|                                                                  | 日曜 6:30 - 7:00 | 秋田テレビ         | 秋田県         |                   |
|                                                                  |                  | テレビ長崎         | 長崎県         |                   |
| 2023年4月9日 - 2025年4月13日                                     | 日曜 5:00 - 5:30 | 福井テレビ         | 福井県         |                   |
| 全局字幕・解説放送を実施。連動データ放送は同時ネット局のみ実施。 |                  |                    |                |                   |

※系列局の福島テレビ・テレビ大分（日本テレビ系列とのクロスネット）・沖縄テレビでは、前番組に引き続き放送されていない。

## 放送休止・時間変更
特番などによる放送の休止・時間変更などは以下の通り。これに合わせる形で、全国的に放送休止の場合は、FODの無料配信期間は臨時で1週分長く設定されている。また、特定の放送局のみ臨時枠移動を実施する場合、地域に関係なく当該局以外での全国放送後にFODの配信を実施する。
- 2023年5月21日…第49回先進国首脳会議（G7広島サミット）に関連する『日曜報道 THE PRIME G7広島サミット拡大版スペシャル』（7時30分 - 9時30分）放送のため、1週順延[7][8][9]。
- 2023年7月23日…本家シリーズ『FNS逃走中』（7時30分 - 10時30分、『FNS27時間テレビ 鬼笑い祭』に内包）放送のため、放送休止[10][11]。
- 2023年8月27日及び2024年8月25日…北海道文化放送に限り、『北海道マラソン』（8:55 - 11:50）中継のため、同日に限り制作局での放送時間より180分繰り下げの上、12:00 - 12:30の遅れネットで放送[12][13]。この回の連動データ放送は同局のみ休止となった[14]。
- 2023年12月31日…『大みそか列島縦断LIVE 景気満開テレビ』（7時 - 10時）放送のため、休止[15]。
- 2024年2月11日…テレビ西日本及びサガテレビ及び鹿児島テレビに限り、『第62回延岡西日本マラソン（テレビ宮崎制作）』中継（8:30 - 11:00）のため、同日に限り制作局での放送時間より285分繰り下げの上、13:45 - 14:15の遅れネットで放送。
- 2024年3月10日…『名古屋ウィメンズマラソン 2024』（9時 - 11時50分）中継のため、休止。[16]
- 2024年7月21日…本家シリーズ『FNS逃走中』（7時 - 10時20分、『FNS27時間テレビ 日本一たのしい学園祭!』に内包）放送のため、放送休止[17]。
- 2024年10月27日…『MLBワールドシリーズ中継 ドジャースvsヤンキース』（9時 - 12時30分）放送のため、1週順延[18]。
- 2024年11月3日…仙台放送に限り、『東北・みやぎ復興マラソン2024～スタート～』（9:00 - 9:30）放送のため、11月9日 14:30 - 15:00に振替放送。
- 2025年3月9日…『名古屋ウィメンズマラソン 2025』（9時 - 11時50分）中継のため、休止。

## コンピュータゲーム
ディースリー・パブリッシャーより2024年7月4日にNintendo Switch専用ソフトとして発売。TVモードでは人数分のJoy-conを使うことによって、ローカル通信での最大4人までの協力・対戦プレイも可能。
マイキャラに加えて、アニメに登場するキャラクター（トムラ颯也、トムラハル、西洞院ルナ、モーリス・シューメーカー、シグマ・レッドウィング、西洞院ナギ、シド・フェニックス、ペンタ・バッカーナ）もゲームに参加し、NPCとしてゲームへの協力や、ローカル通信でのプレイヤーキャラとして使用することができる。

## イベント
ハンターだらけのクロノスランドからの脱出
SCRAPが手掛ける「リアル脱出ゲーム」とのコラボ。周遊型謎解き。2023年9月28日よりリアル脱出ゲーム吉祥寺店、10月5日より名古屋店、10月12日より大阪恵美須町店で開催。
逃走中グレートミッション展
杉並アニメーションミュージアムにて2024年4月6日から7月15日まで開催。「アメリカ横断ステージ」までの設定画やアフレコ台本、オープニングの絵コンテ、作中に登場し『AnimeJapan2024』にて実際に制作・体験ができた「ハンターだるま落とし」の展示、シアターによる第1話の上映などが行われる。また、会期中の特定日には着ぐるみの颯也とのグリーティングや、10種の動画見本から1つを選びコマドリアニメを描くワークショップが行われた。